# Измайловский парк культуры и отдыха
Изма́йловский парк культуры и отдыха — один из самых больших парков столицы. Расположен в Москве, в Восточном административном округе в районе Измайлово. Территория Измайловского ПКиО является объектом культурного наследия — памятником садово-паркового искусства и особо охраняемой природной территорией и расположена в границах Природно-исторического парка «Измайлово». 

Площадь Измайловского ПКиО — 310 Га.

Директор парка — Алексей Александрович Оглоблин.

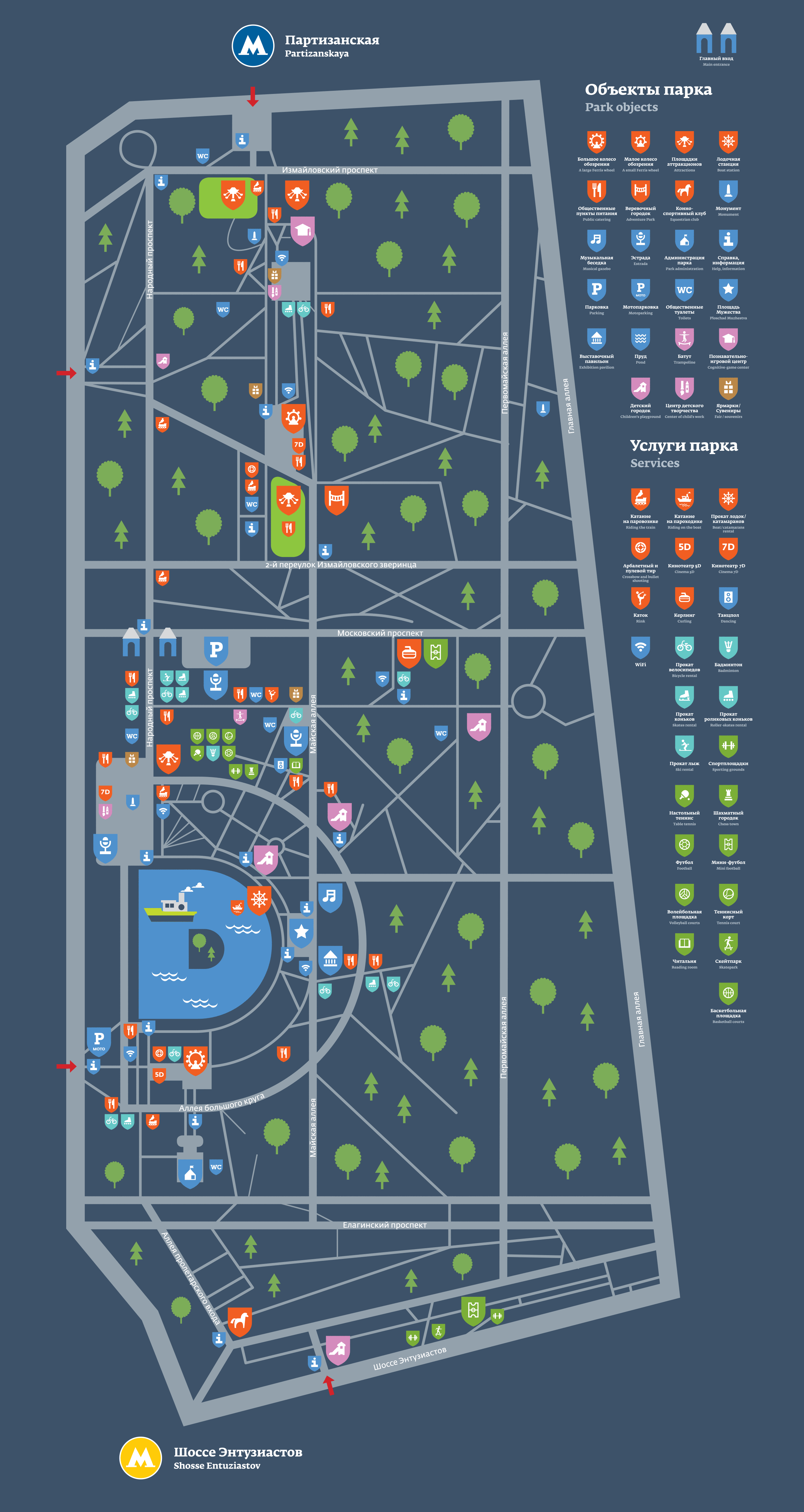
Схема Измайловского ПКиО

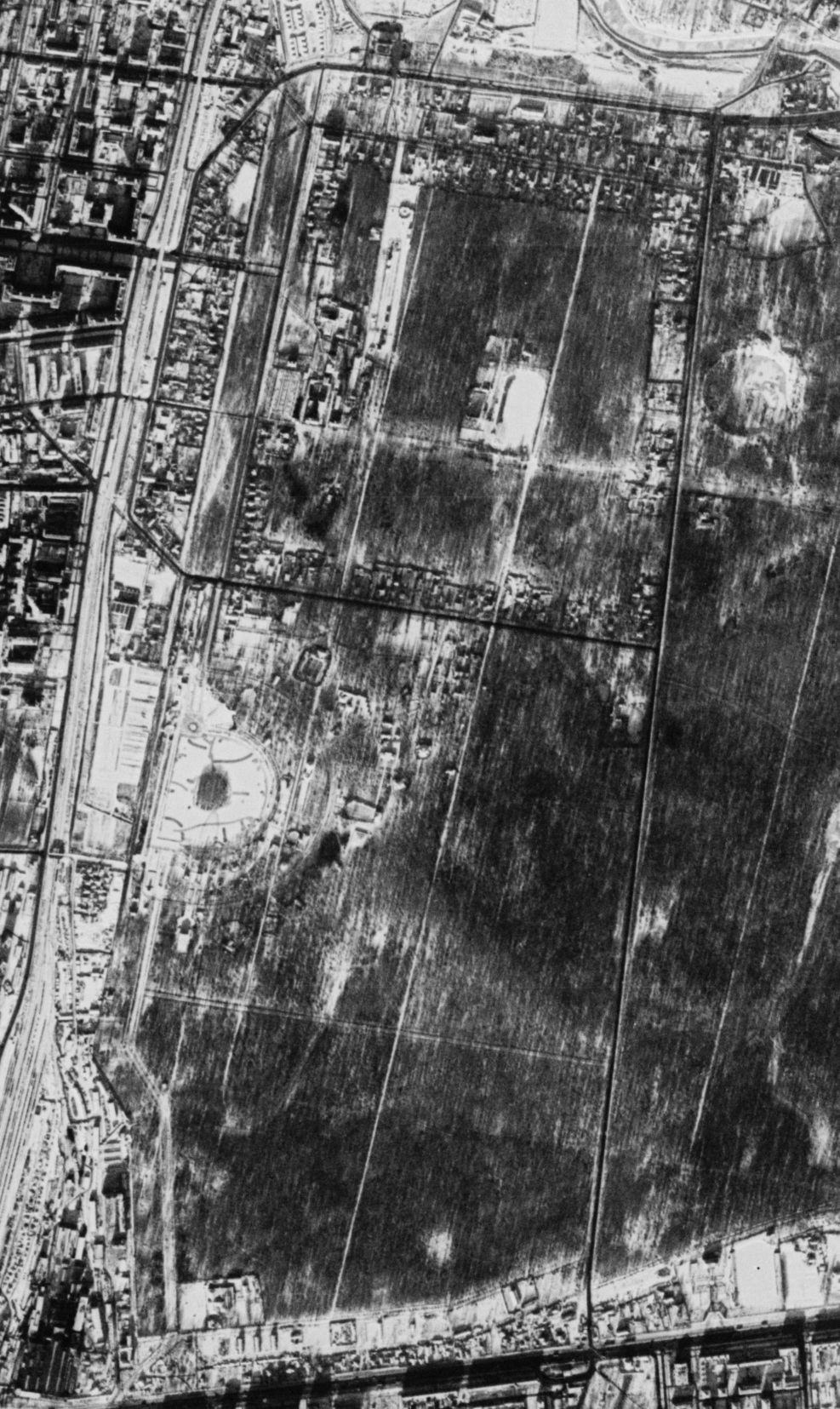
Парк на космоснимке Corona 1968 года. В северной части видна малоэтажная застройка, разобранная в 1970-е.

## Расположение

#### Границы территории парка
— с Запада — Северо-Восточная хорда (Хордовое кольцо);

— с Востока — ул. Главная аллея;

— с Севера — Измайловское шоссе (станция метро «Партизанская»);

— с Юга — Шоссе Энтузиастов (станция метро «Шоссе Энтузиастов»).
Парк окружают жилые массивы Измайлово, Соколиная гора и Перово.

## История
Территория Измайловского ПКиО имеет богатую историю, уходящую корнями в период царствования Алексея Михайловича.
В XVII веке на территории современного Измайловского парка культуры и отдыха шумели дремучие леса, богатые птицей и зверем. Именно поэтому царь Алексей Михайлович Тишайший, большой любитель охоты, выбрал эти места для своей дворцовой усадьбы. Алексей Михайлович, следуя тогдашнему европейскому увлечению парковым искусством, обустроил в своей усадьбе «Дивные сады» с широким ассортиментом растений — прообразы русских ботанических садов. Их украшали гроты, лабиринты, пруды, фонтаны, декоративные терема с гульбищами и ландшафтными картинами. До сегодняшних дней сохранился Круглый пруд с рукотворным островом в центре, повторяющим его форму.
На территории современного Измайловского парка культуры и отдыха располагалась заповедная зона с крупнейшим в Европе зверинцем, который служил для царской потехи и вызывал всеобщее восхищение. О временах былой роскоши напоминают 1-я и 2-я улицы Измайловского зверинца и два переулка с аналогичными названиями.
К концу XIX века Измайлово запустело — одичали сады, пруды покрылись тиной, звери разбежались. В дореволюционные годы в Измайловском лесу проходили рабочие маевки и митинги.
В 1930-е годы, в эпоху грандиозных строек СССР, крупный лесной массив был отведен для создания нового, самого масштабного, самого доступного для москвичей места отдыха и развлечений. Так в 1931 году появился Измайловский парк культуры и отдыха. До 1961 года он носил имя И. В. Сталина.

Облик парка создавали знаменитые ландшафтные дизайнеры — М. П. Коржев и М. И. Прохорова.
К продольным и поперечным просекам, проложенным в конце XIX столетия, в 1930-е годы в парке добавились асфальтированные прогулочные аллеи и проспекты, украшенные скульптурами, оранжерея, садовые скамейки. Центром планировочной композиции остался Круглый пруд, вдоль которого располагалась прогулочная зона в виде двух концентрических аллей — Аллеи Большого и Малого кругов. Были посажены декоративные деревья и кустарники, устроены цветники, газоны, павильоны, аттракционы, спортивные площадки, парашютная вышка, построены эстрады, лекторий, ресторан, цирк «Шапито», на Круглом пруду открыта лодочная станция. Парк превратился в настоящий город-сад развлечений.
Генеральным планом развития Москвы предусматривалось превратить Измайловский парк в главную зону отдыха москвичей. Возле северо-западного входа должен был расположиться Центральный стадион СССР им. Сталина на 120 тысяч зрителей. В восточной части парка планировалось открыть крупнейший в мире зоопарк, а в центре — обустроить огромный пруд площадью более 110 га с ухоженными пляжами на 10 тысяч человек, яхт-клубом и станцией гоночных катеров. Детская железная дорога с красивейшими станциями должна была связать воедино все культурно-развлекательные объекты парка и стать основным видом транспорта.

За 10 довоенных лет в Измайловском ПКиО была создана богатейшая инфраструктура. Но, к сожалению, грандиозным планам помешала Великая Отечественная война.

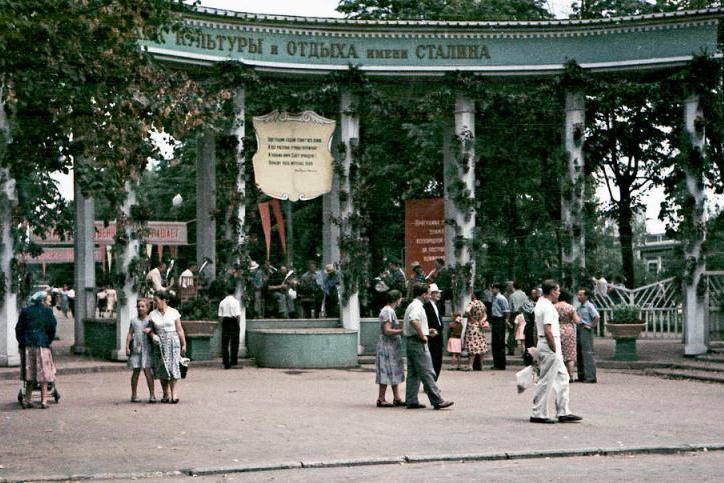
Аврка входа в ПКиО имени И. В. Сталина

В тяжёлые военные годы парк был закрыт для посещения, многие его работники ушли на фронт добровольцами. С территории Измайловского парка на передовую уходили отряды народного ополчения, здесь проводились учения партизан-подпольщиков и был сформирован добровольческий Московский 85-й гвардейский минометный полк «Катюш». В 1968 году в память об этих событиях была создана площадь Мужества (архитектор Р. И. Бальжак). Эта площадь — не только музей боевой техники под открытым небом. У Вечного огня проходят митинги памяти павшим в годы Великой Отечественной войны и при выполнении интернационального долга в республике Афганистан, торжественные и трогательные «Партизанские костры», встречи ветеранов с молодежью.
В послевоенные годы ПКиО развивался, главным образом, в северном направлении, в сторону открывшейся в начале 1944 года у опушки Измайловского леса станции метро. В 1950-е годы Измайловский парк был одним из любимейших мест отдыха москвичей. Сюда приходили семьями, здесь каждому находилось занятие по душе. Посетителей ждали спортивный и детский городки, Зелёный театр, читальня, «Музыкальная беседка», шахматный клуб, танцверанда, торговый и выставочный павильоны, эстрады народного творчества, тир, катание на лодках, аттракционы и новый кинотеатр. Особой популярностью у москвичей пользовался каток, заливавшийся вокруг Круглого пруда на Аллее Дружбы народов. В 1957 году к открытию Всемирного Фестивалю молодежи и студентов в Измайловском парке было установлено Большое колесо обозрения. За свою более чем полувековую жизнь Большое колесо обозрения прокатило почти полтора миллиона человек, любовавшихся видами Москвы с высоты 50 метров.

## Реконструкция

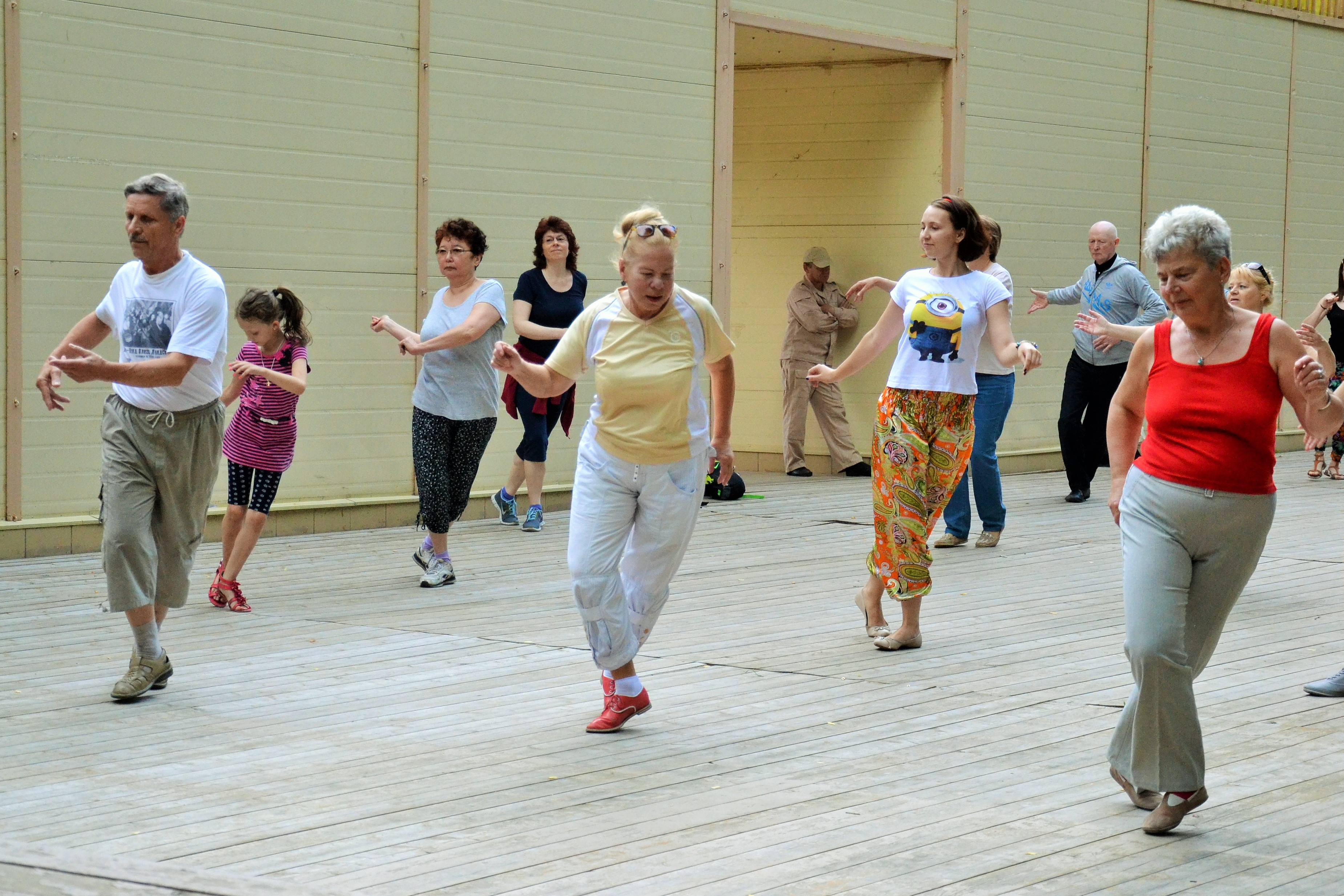
Танцевальный мастер-класс на новой танцплощадке

В 2009 году завершились работы по благоустройству Круглого пруда.
В 2011—2012 годах в Измайловском парке отремонтировали летнюю эстраду «Солнечная», благоустроили детские и спортивные площадки (волейбол, баскетбол, бадминтон, настольный теннис), восстановили балюстраду Круглого пруда, установили модули для пунктов проката инвентаря и объектов общественного питания, а также отремонтировали элементы наружного освещения и общественные туалеты. В этот же период состоялся капитальный ремонт мемориального комплекса «Площадь Мужества».

В 2012 году в парке ввели в эксплуатацию танцевальную площадку за эстрадой «Солнечная», 15 новых аттракционов (в том числе и кинотеатры 5Д и 7Д), веревочный городок, площадку уличных тренажеров, пункты проката спортинвентаря и танцплощадку у Музыкальной беседки.

В 2012—2013 годах в Измайловском парке появился каток с системой холодильной поддержки (3300 м²), велодорожки, тропа здоровья с площадками с уличными тренажерами, скейт-парк, павильон для игры в баварский кёрлинг «айсшток», 5 теннисных кортов, дополнительный лучно-арбалетный тир, архитектурно-художественная подсветка.

В 2015 году в парке заработал Шахматно-шашечный павильон. Впервые павильон появился в парке в 1957 году, но несколько лет назад полностью сгорел. Реконструированный в 2015 году павильон воссоздан по парковым архивам. В этом же году в парке появились и другие современные павильоны, была благоустроена аллея Пролетарского входа и входная группа. Зимой 2015 года появилась световая композиция «Звездное небо».

## Значимые объекты

##### Площадь Мужества

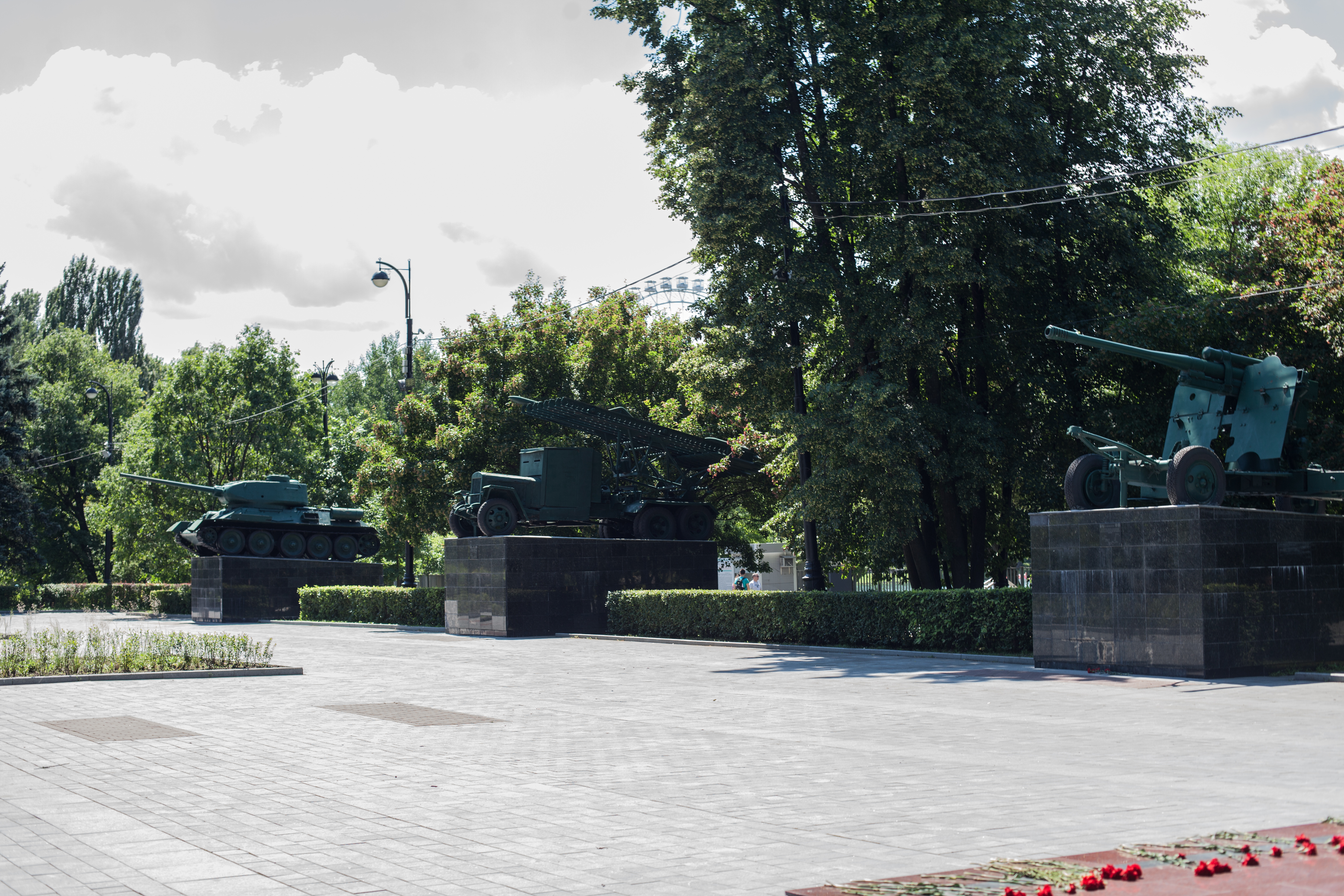
Площадь Мужества

В годы Великой Отечественной войны на территории Измайловского парка был сформирован добровольческий Московский 85-й гвардейско-минометный полк «Катюша», работала школа подготовки разведывательных и диверсионных групп и происходило формирование партизанских отрядов. В память об этом в парке в 1968 году создана площадь Мужества, а станция метро «Измайловский парк» в 2005 году получила название «Партизанская».
На площади Мужества установлены: военная техника, прошедшая боевой путь до Берлина — «Катюши», легендарный танк Т-34, зенитная пушка, памятник работникам Измайловского парка, погибшим в ВОВ, памятные стелы в честь подразделений, участвовавших в военных действиях, и памятный обелиск в честь партизанских формирований. В середине площади горит вечный огонь в память о погибших.
29 июня в Измайловском парке традиционно проходит торжественная встреча ветеранов-партизан и подпольщиков «Партизанский костер». Ветеранов встречают в парке цветами и живой музыкой духового оркестра.

##### Круглый пруд

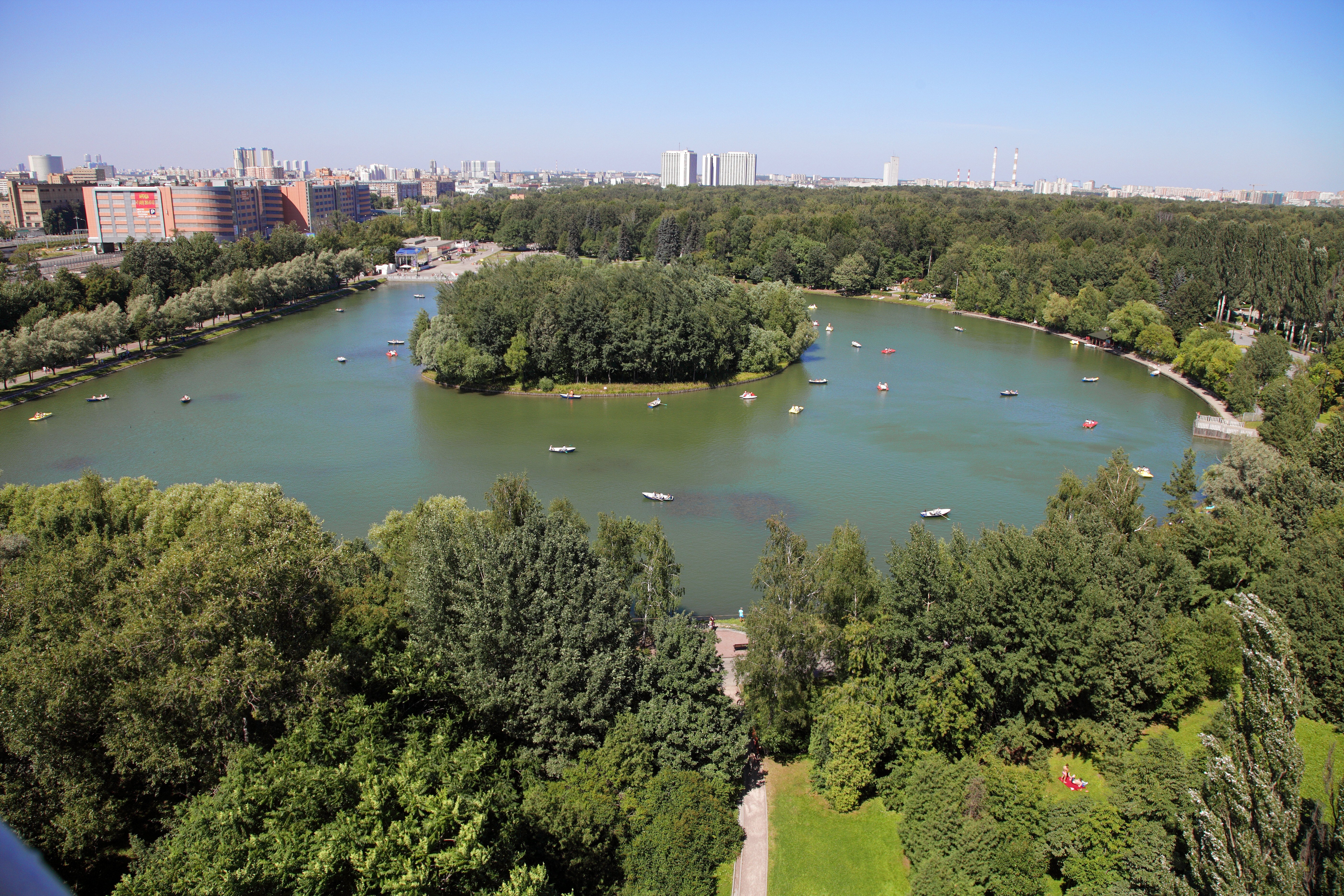
Круглый пруд

Круглый пруд был создан в XVII веке в качестве декоративного украшения дворцовой усадьбы царя Алексея Михайловича, частью которой когда-то являлась территория современного парка. Приезжавшие в Измайлово летом царевны забавлялись тем, что пускали в пруды щук и стерлядей, а затем кормили, созывая их звоном колокольчика.
Изначально пруд именовался Софроновским — по названию соседней деревни, в которой жили садоводы, обслуживающие хозяйство царской усадьбы.
Пруд и рукотворный остров в его центре имеют форму подков.
Когда-то в роще на острове было столько соловьёв, что его называли Соловьиным. Сейчас там гнездятся огари, чирки, гоголи и утки.
В связи с переездом царского двора в новую столицу — Петербург — Измайловская усадьба осталась без должного внимания, и пруд постепенно заболотился. На картах I половины XIX века Круглый пруд обозначен как Черничное болото. В конце XIX века Круглый пруд был вычищен и реконструирован. Вокруг пруда сохранилась старинная планировка и прогулочные аллеи — Большого и Малого кругов.
В 30-е годы XX века Круглый пруд стал центром композиции Парка культуры и отдыха имени И. В. Сталина. Вокруг него размещалась массово-зрелищная зона с павильонами, эстрадами, аттракционами, читальнями, спортивными площадками и лодочной станцией.
В 50-е годы аллея Дружбы народов около пруда в зимнее время превращались в популярный московский каток.
В 2009 году была проведена двухлетняя крупная реконструкция пруда. Размер Круглого пруда — 270×220 м. Прогулки у Круглого пруда, ловля рыбы и катание на лодках по-прежнему остаются одними из любимых видов отдыха москвичей.

##### Большое колесо обозрения

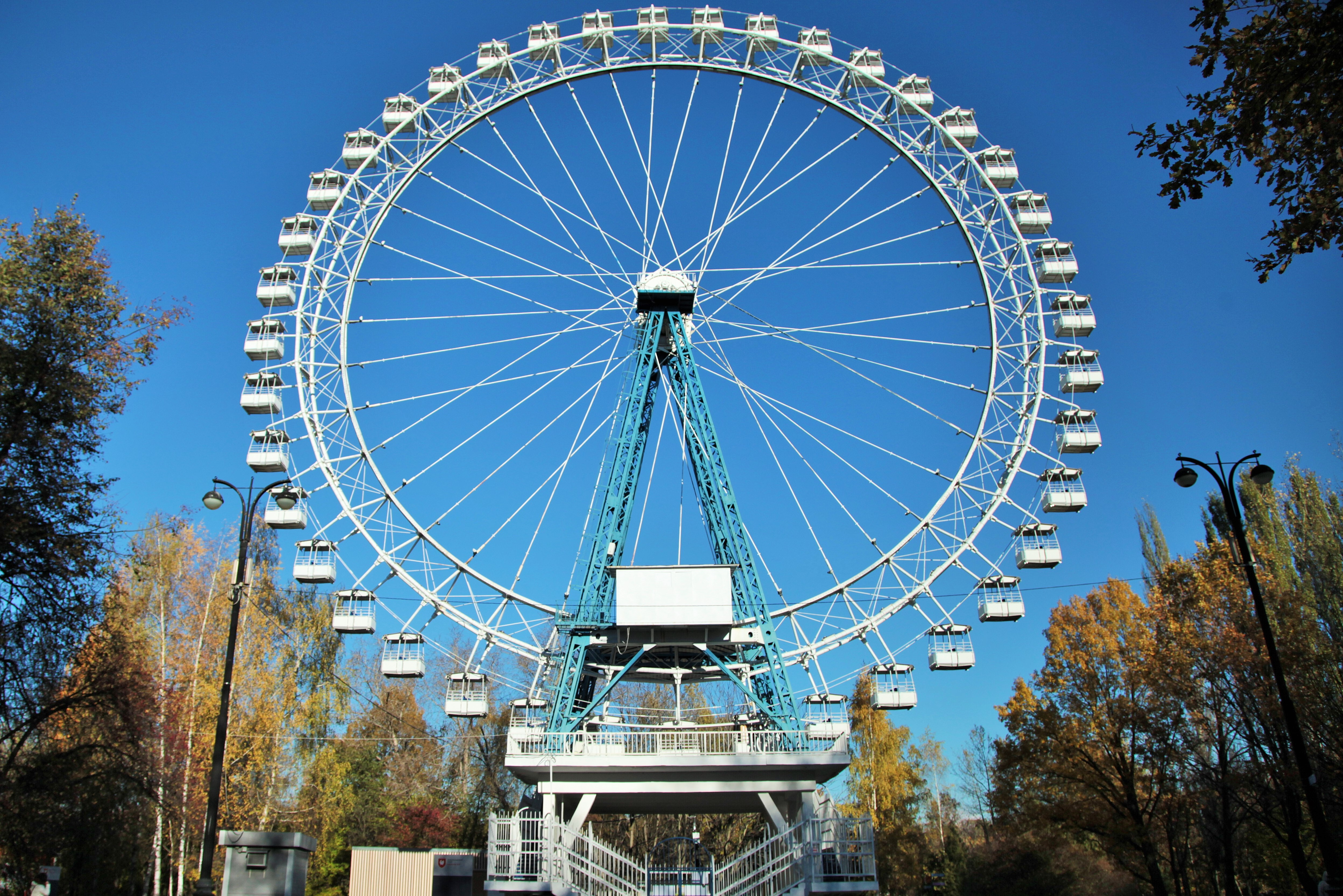
Большое колесо обозрения

Аттракцион «Колесо обозрения — 40» был установлен в Измайловском парке в 1957 году по личному распоряжению Никиты Сергеевича Хрущёва к открытию Всемирного фестиваля молодёжи и студентов.
Проект колеса был разработан специалистами Управления Моспроект-1 под руководством известного инженера и изобретателя Г. С. Хромова. В процессе изготовления этого аттракциона принимали участие более 10 заводов. Работы были технически сложными и трудоемкими, ведь масса колеса с кабинами составляет 68 тонн.

На Большом колесе обозрения можно подняться на высоту 50 метров от земли в одной из 40 кабинок. Полный оборот колесо совершает за 7,5 минут.

## Доступные виды отдыха

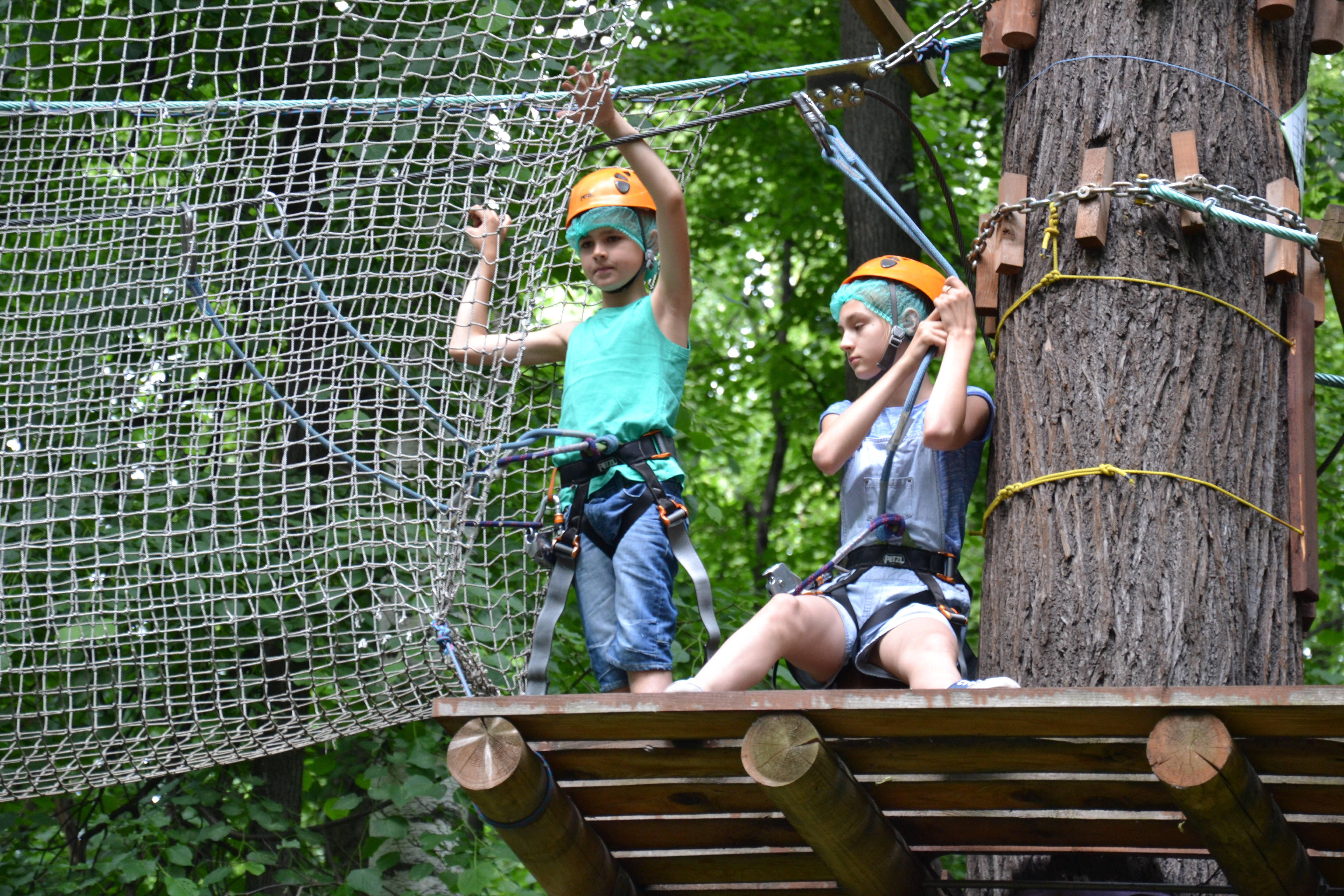
Верёвочный городок

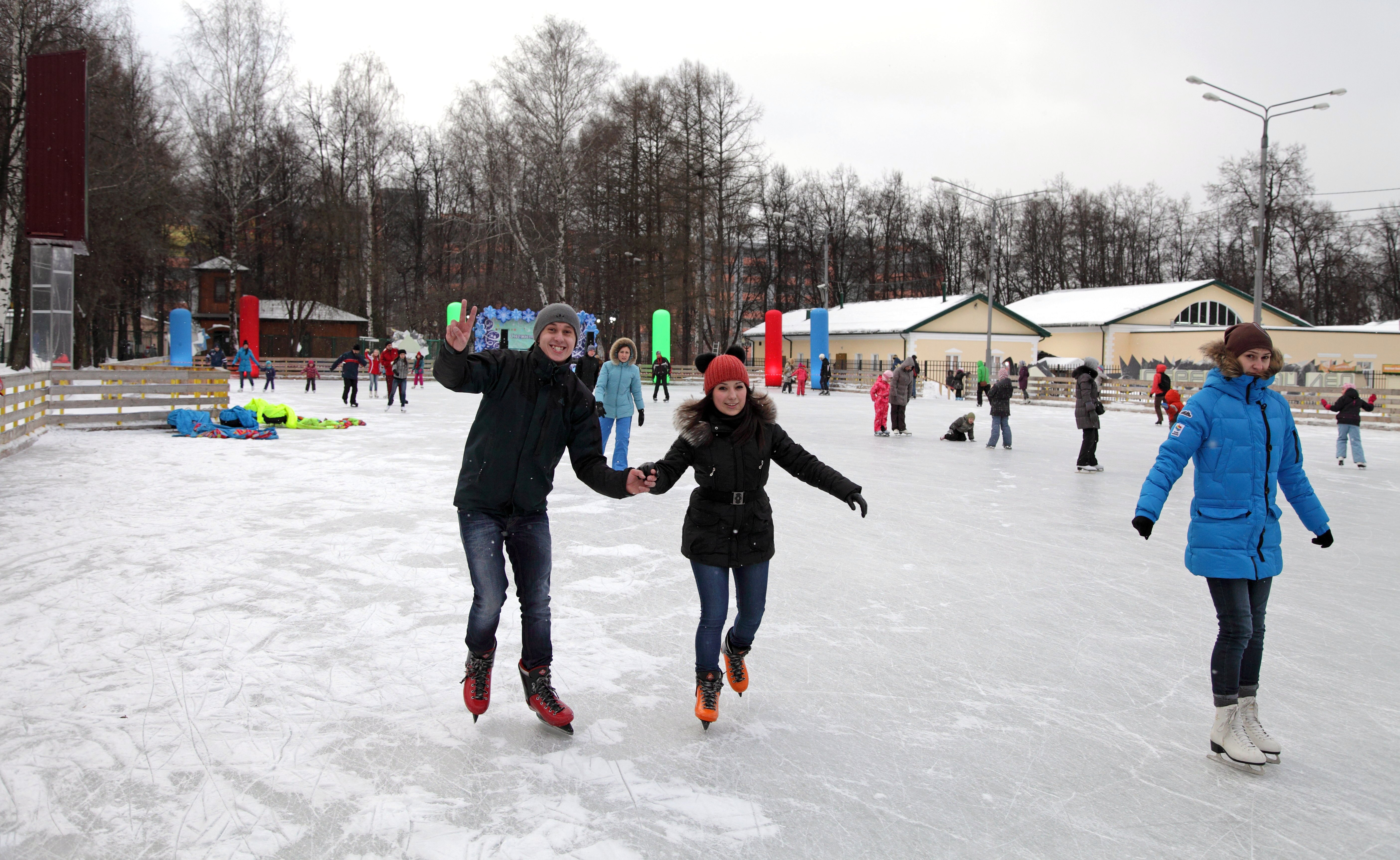
Каток «Серебряный лёд»

| Лето                                        | Зима                                        |
| ------------------------------------------- | ------------------------------------------- |
| 2 парка аттракционов                        | 2 парка аттракционов                        |
| Большое и малое колесо обозрения            | Малое колесо обозрения                      |
| Лодочная станция                            | Каток «Серебряный лёд»                      |
| Прокат спортивного инвентаря                | Прокат спортивного инвентаря                |
| Катание на конных упряжках                  | Катание на санных упряжках                  |
| Верёвочный городок                          | Верёвочный городок                          |
| Баварский кёрлинг «айсшток»                 | Баварский кёрлинг «айсшток»                 |
| Спортивные площадки и тренажёрные комплексы | Спортивные площадки и тренажёрные комплексы |
| Арбалетно-лучный и пневматический тир       | Арбалетно-лучный и пневматический тир       |
| Теннисные корты                             | Лыжные трассы                               |
| Познавательно-игровой центр для детей       | Познавательно-игровой центр для детей       |
| Детские площадки                            | Детские площадки                            |
| Тропа здоровья                              | Ледяные горки                               |
| Шахматно-шашечный павильон                  | -                                           |
| Скейт-парк                                  | -                                           |
| Танцплощадка                                | -                                           |
| Настольный теннис                           | -                                           |
| Бассейн для детей                           | -                                           |
| Контактный зоопарк                          | -                                           |

## Транспорт
Добраться до парка можно на наземном транспорте:
- от станции метро «Партизанская» автобусами № 7, 131 (до остановки «Измайловский парк» три остановки);
- от станции метро «Семёновская» трамваями № 11, 12 и 32.

На автомобиле:
Московский проспект, 1. Главный Вход в Измайловский ПКиО (работает парковка);
- ближайшие станции метро: «Партизанская», «Шоссе Энтузиастов», «Семёновская»,

станция МЦК «Соколиная гора».

## Фотогалерея

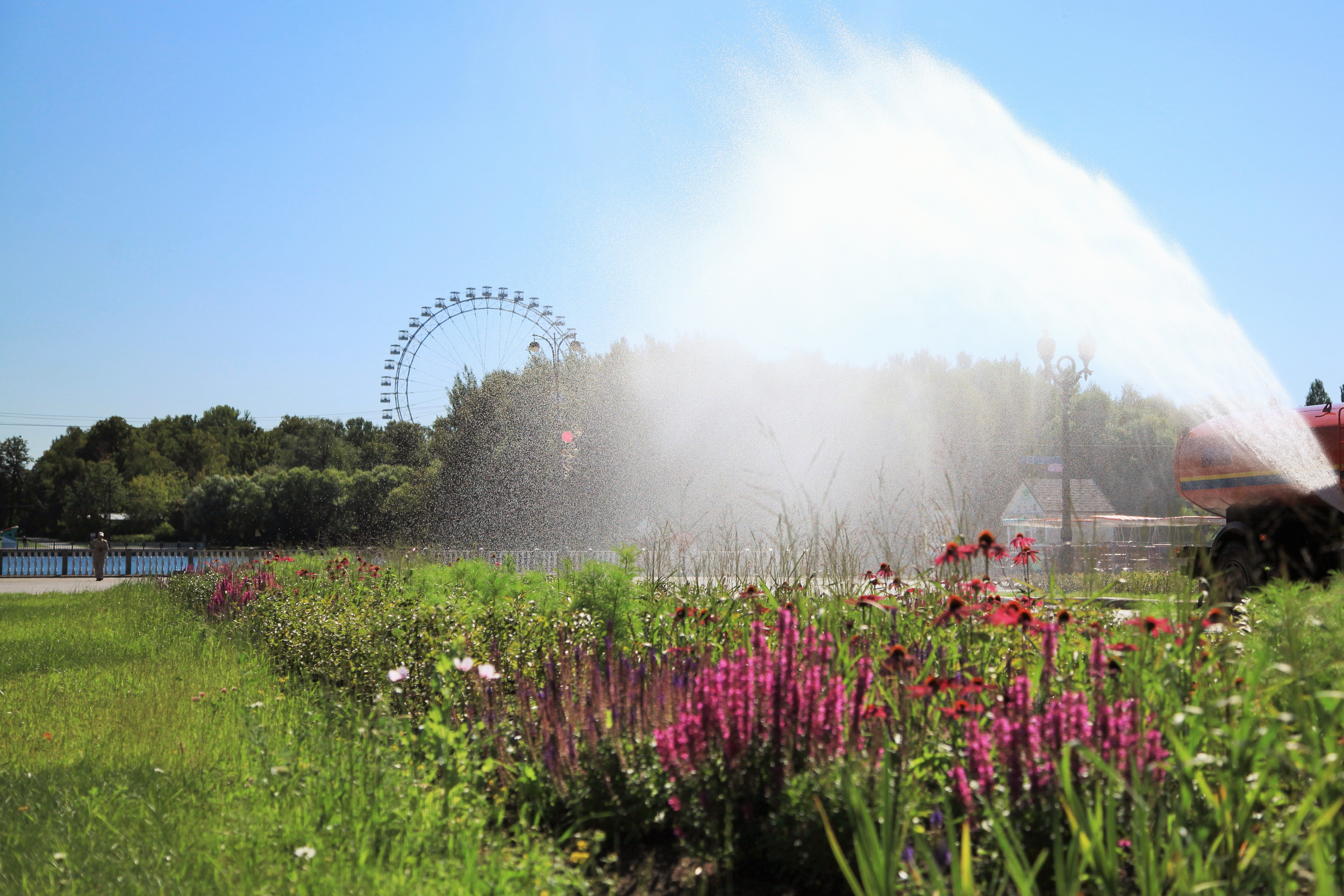
Центральная площадь Измайловского парка
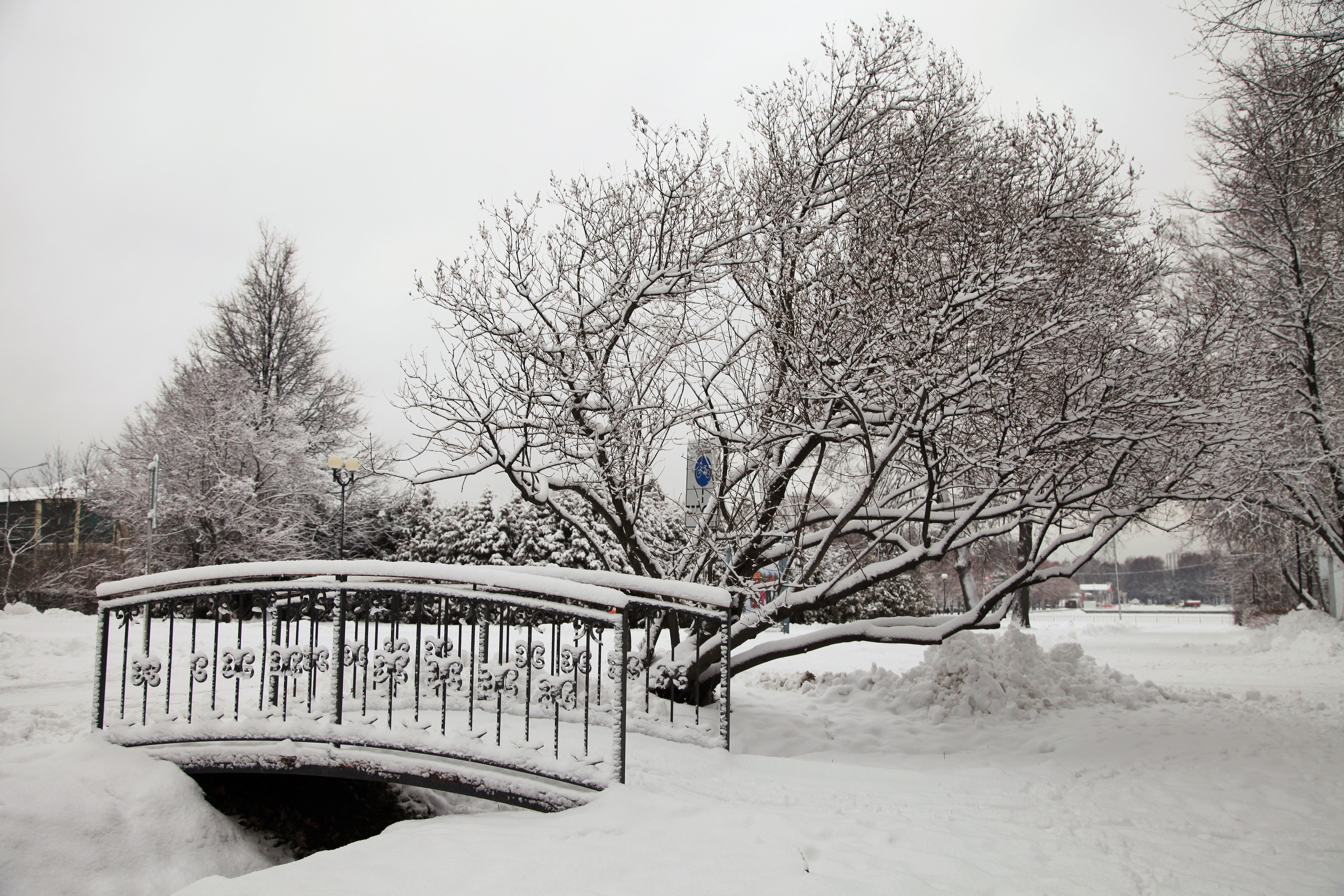
Зима в Измайловском парке
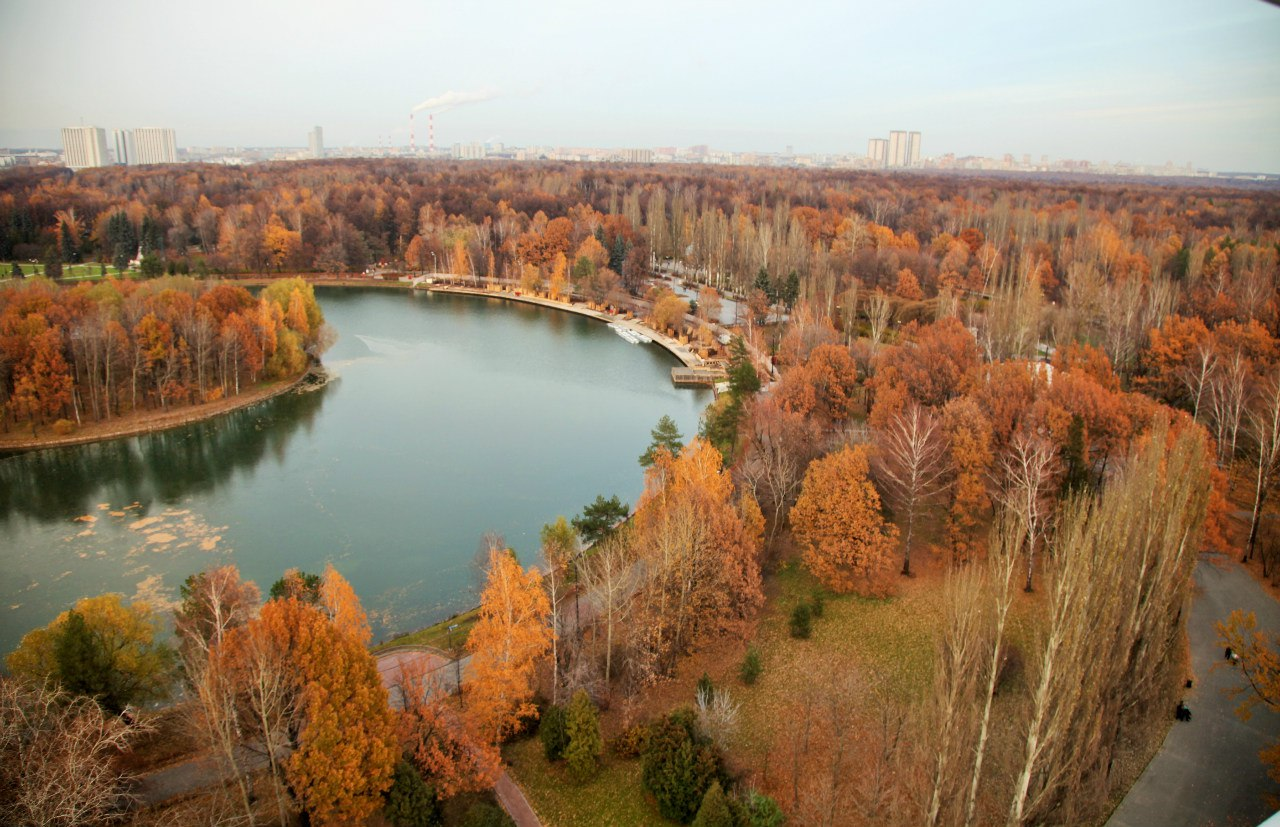
Осень в парке
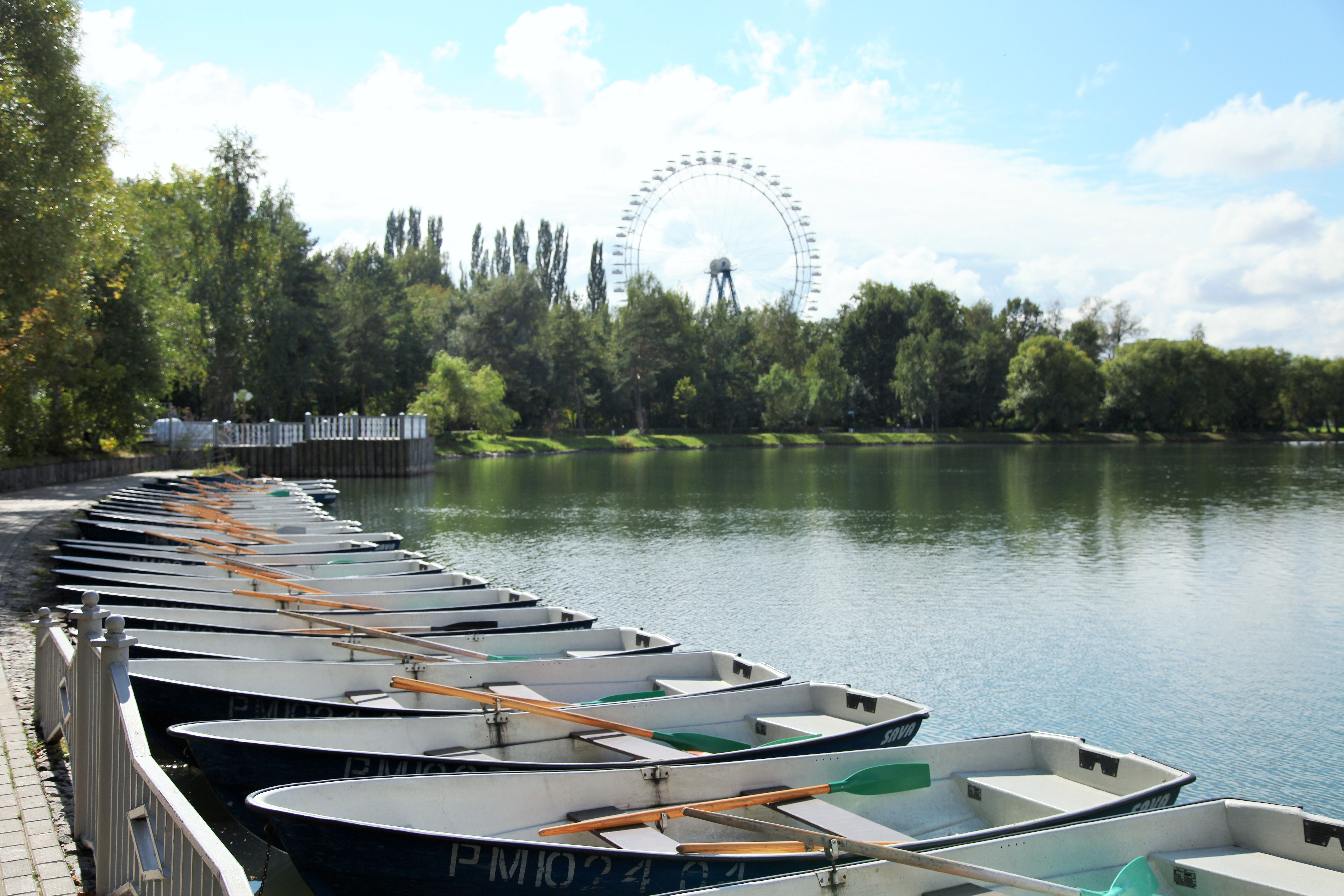
Лодочная станция
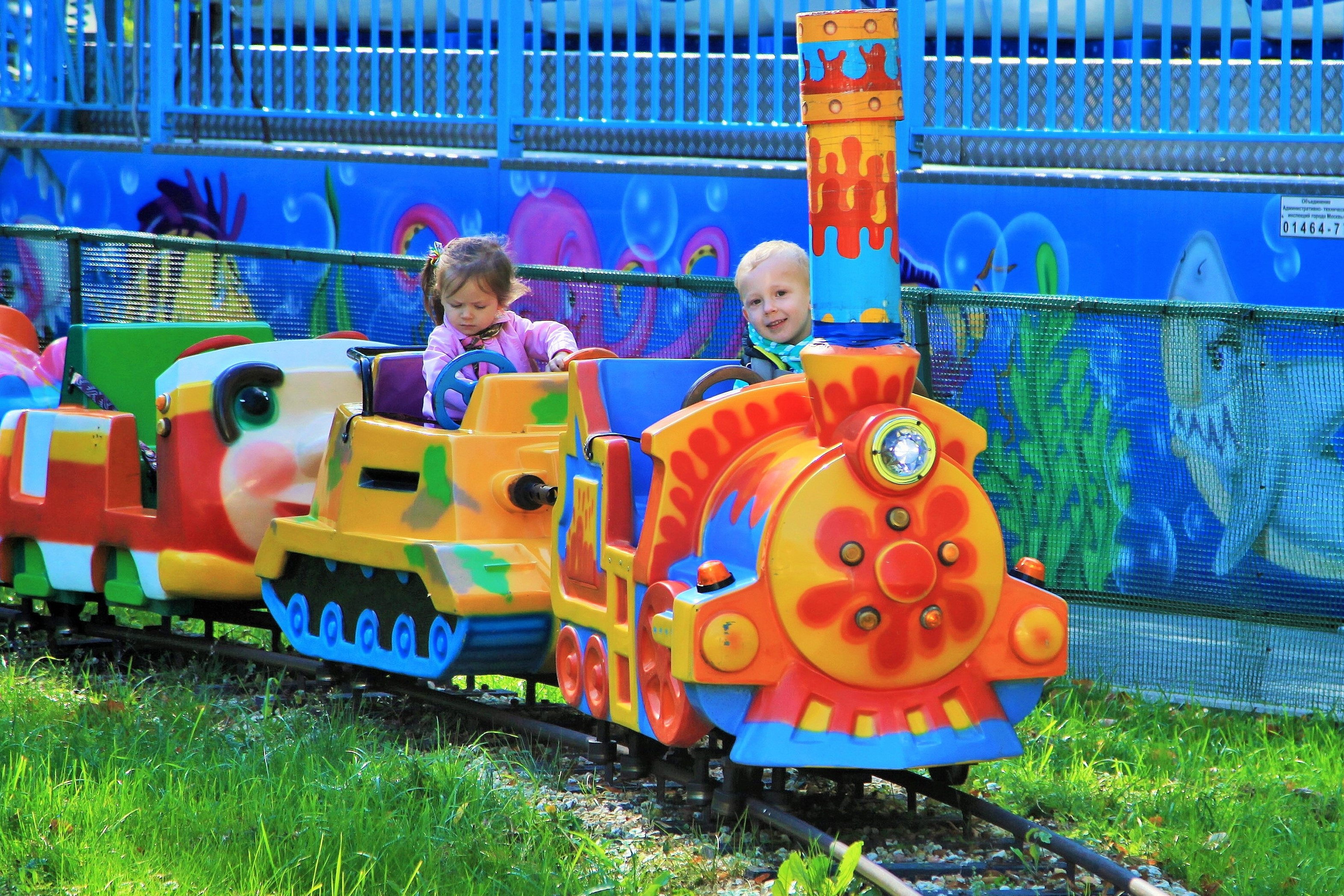
Площадка аттракционов «Кроха»
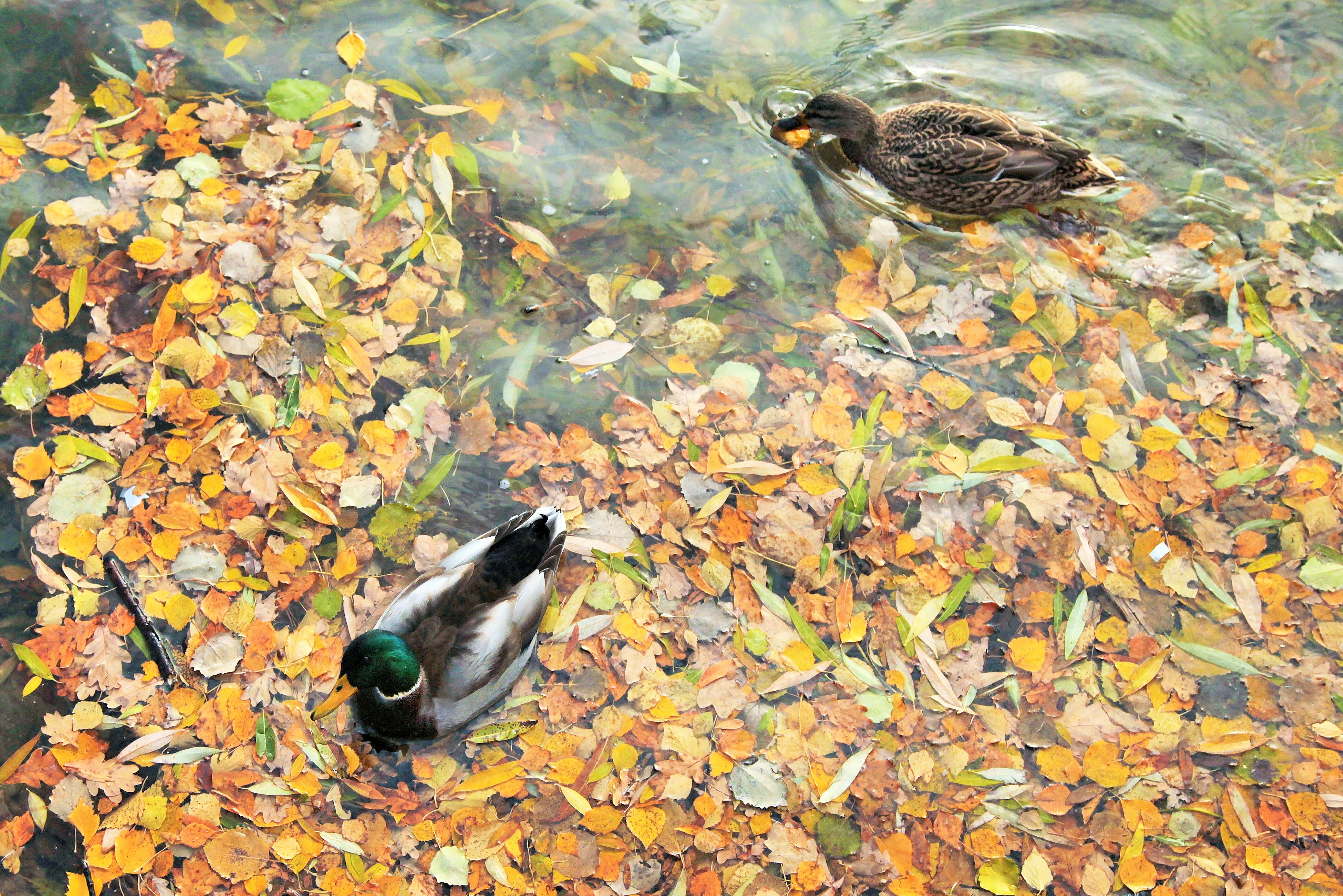
Утки в Круглом пруду
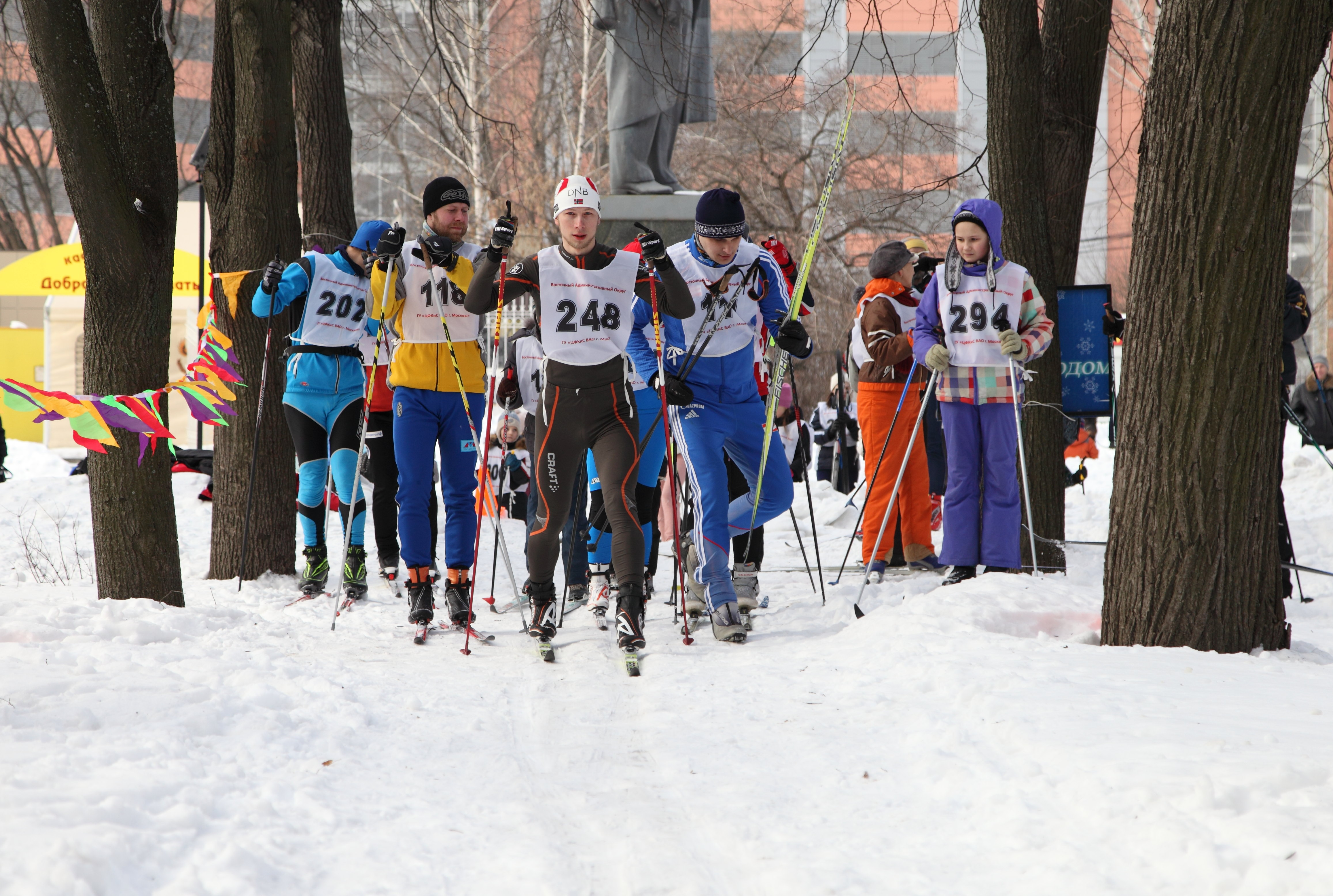
Измайловская лыжня
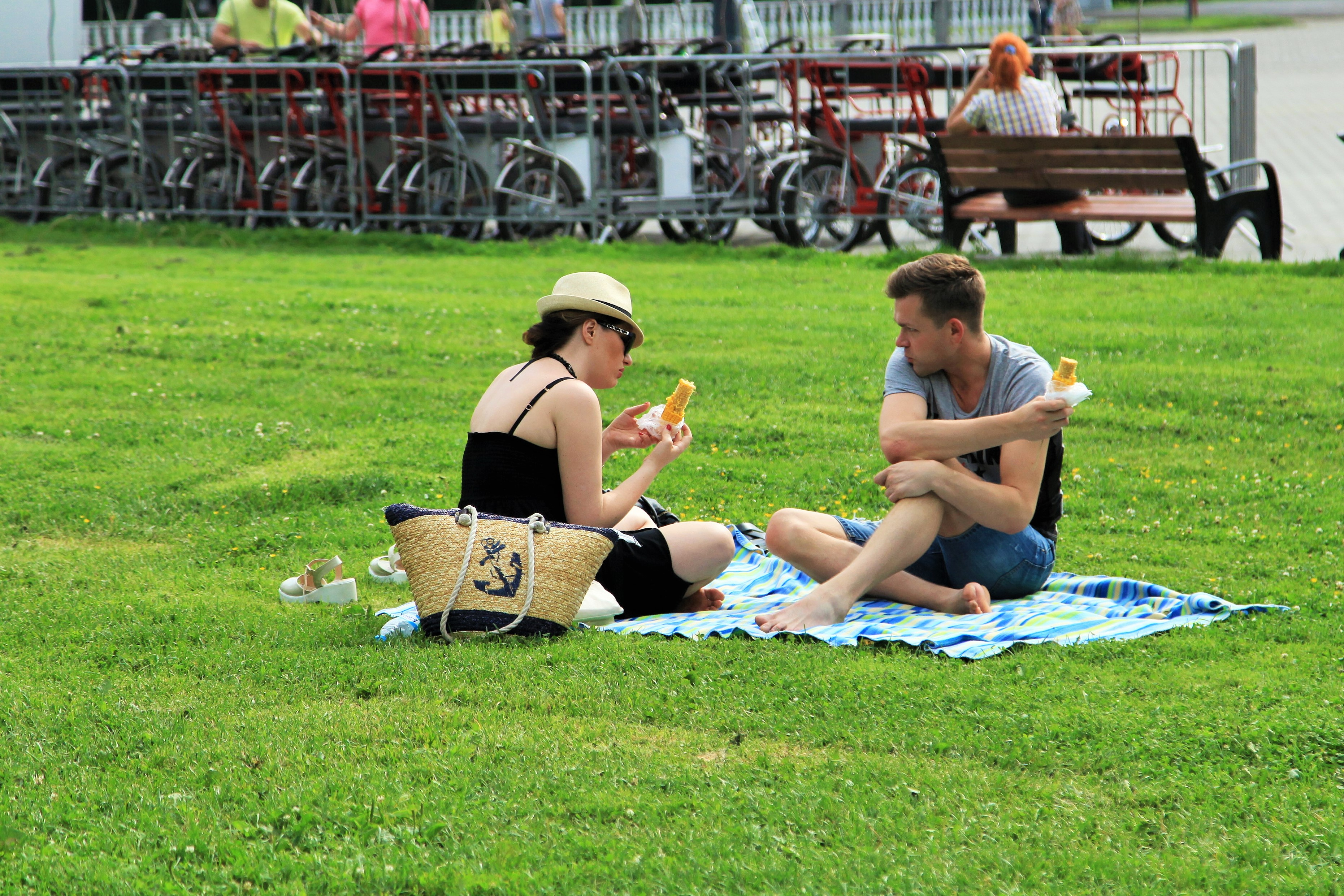
Пикник
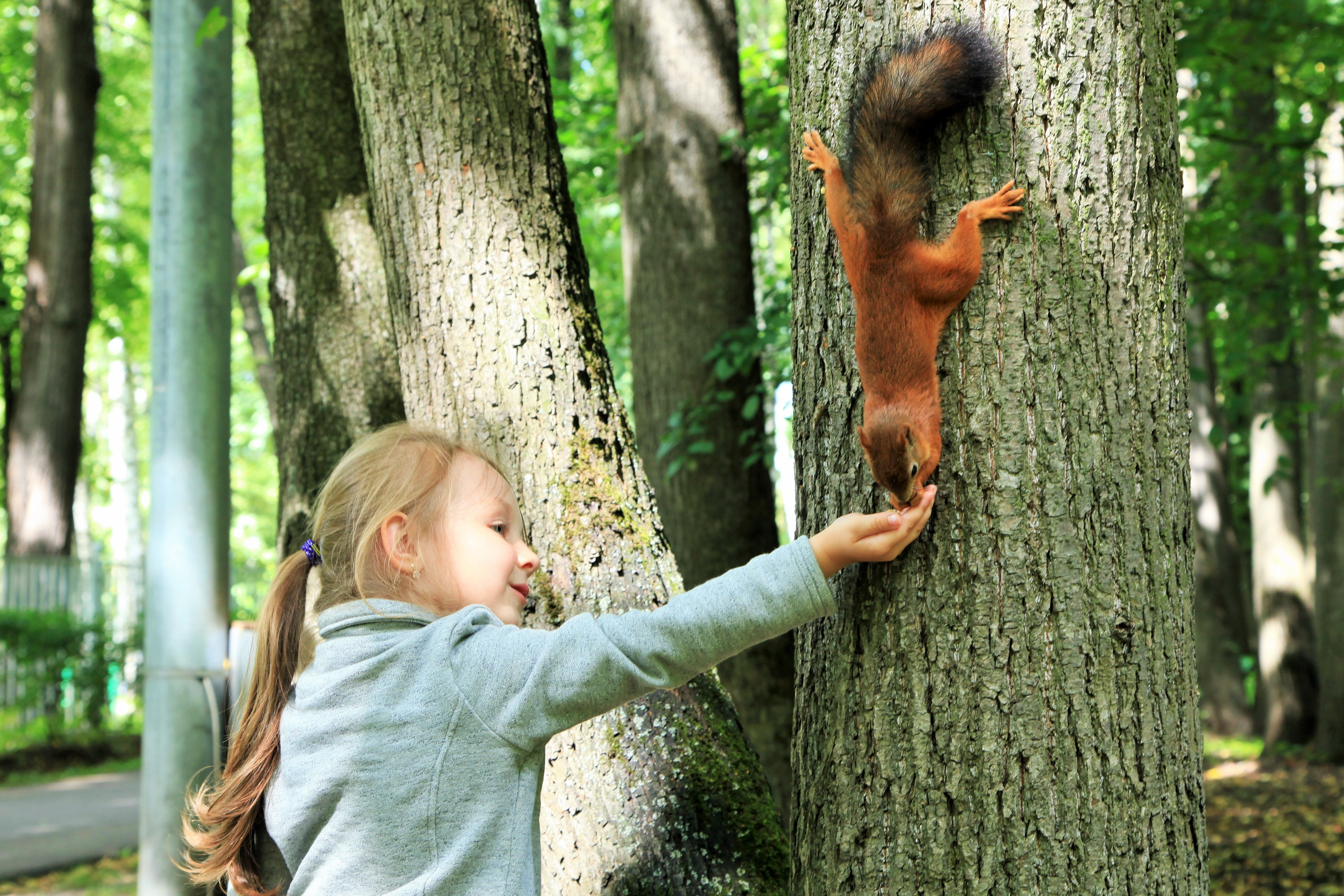
Кормление белки
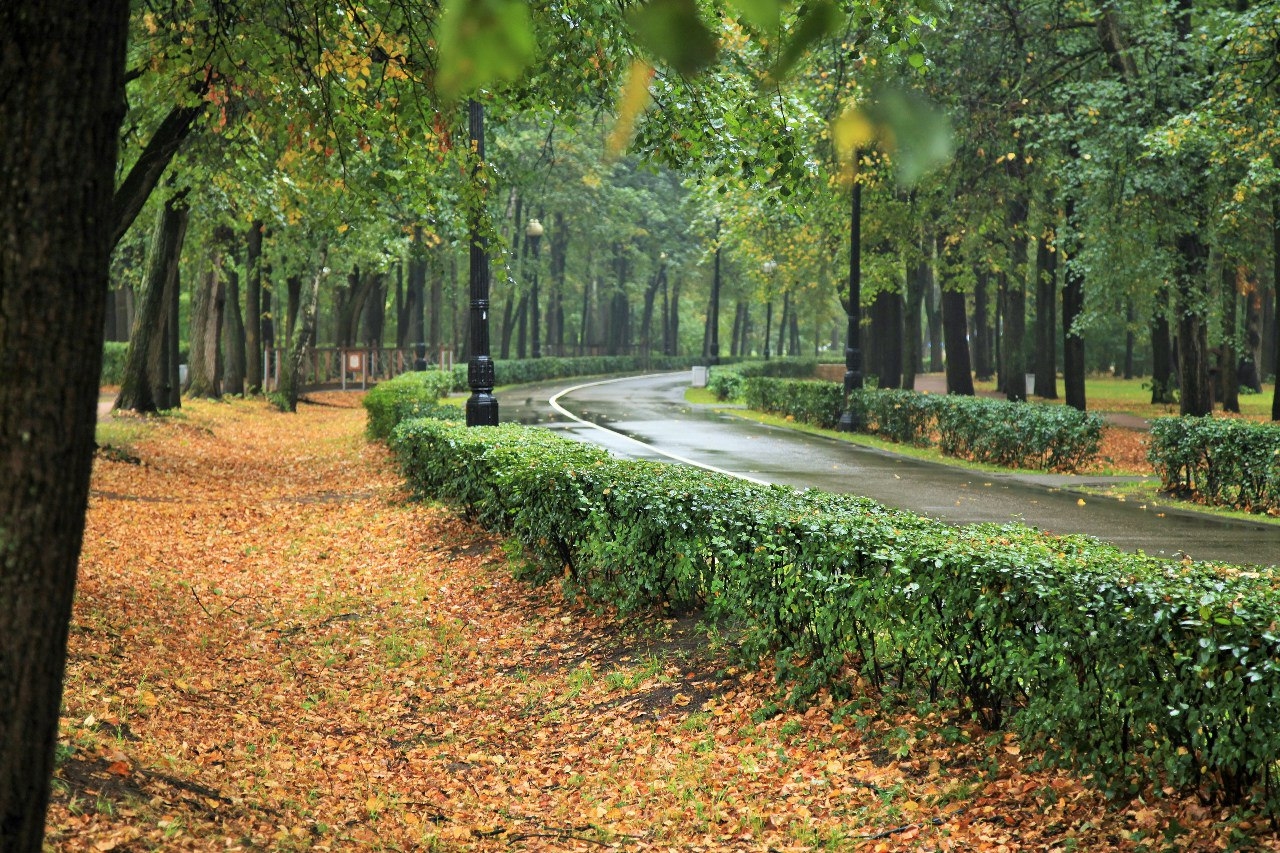
Осенняя аллея Большого Круга
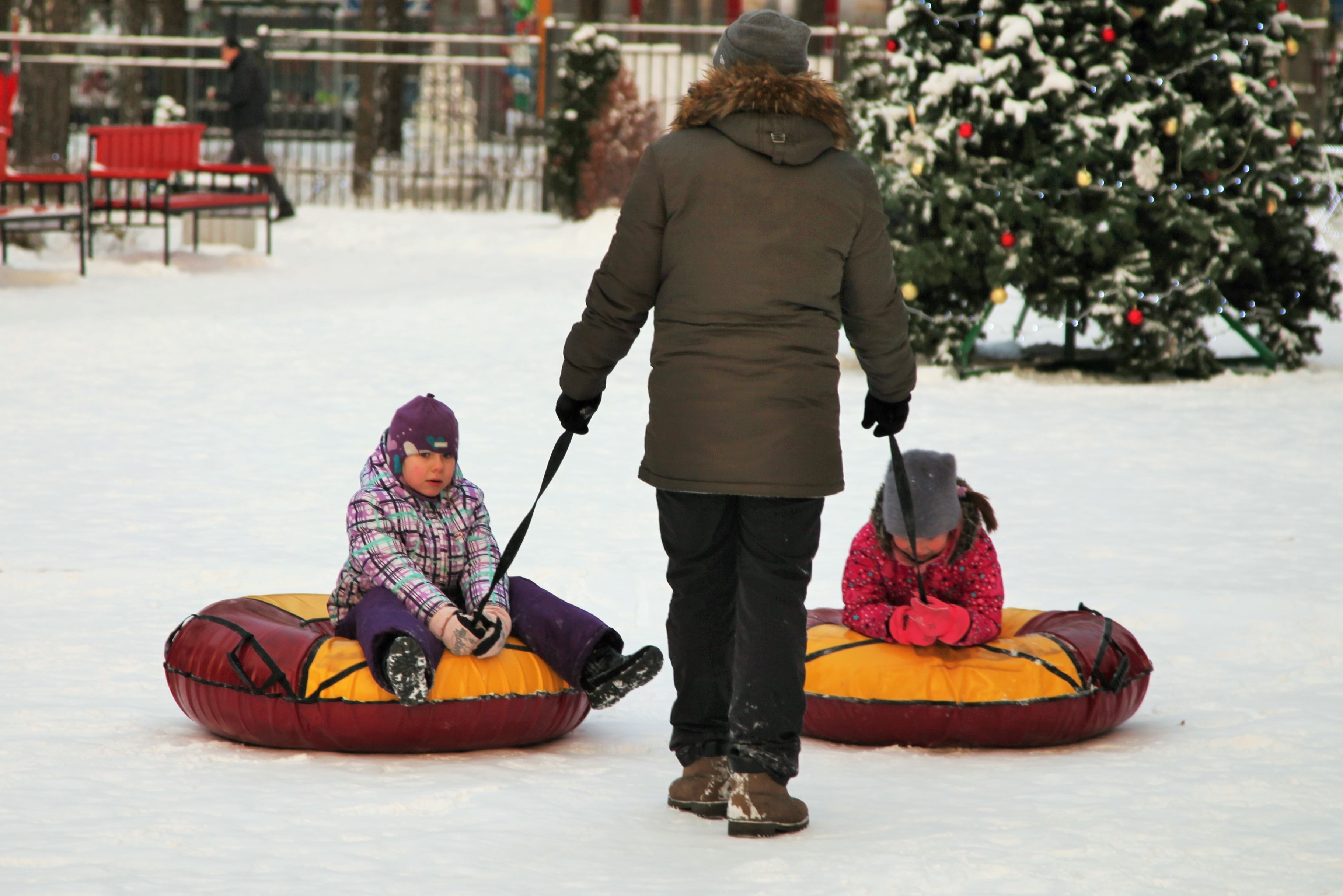
Катание на «ватрушках»
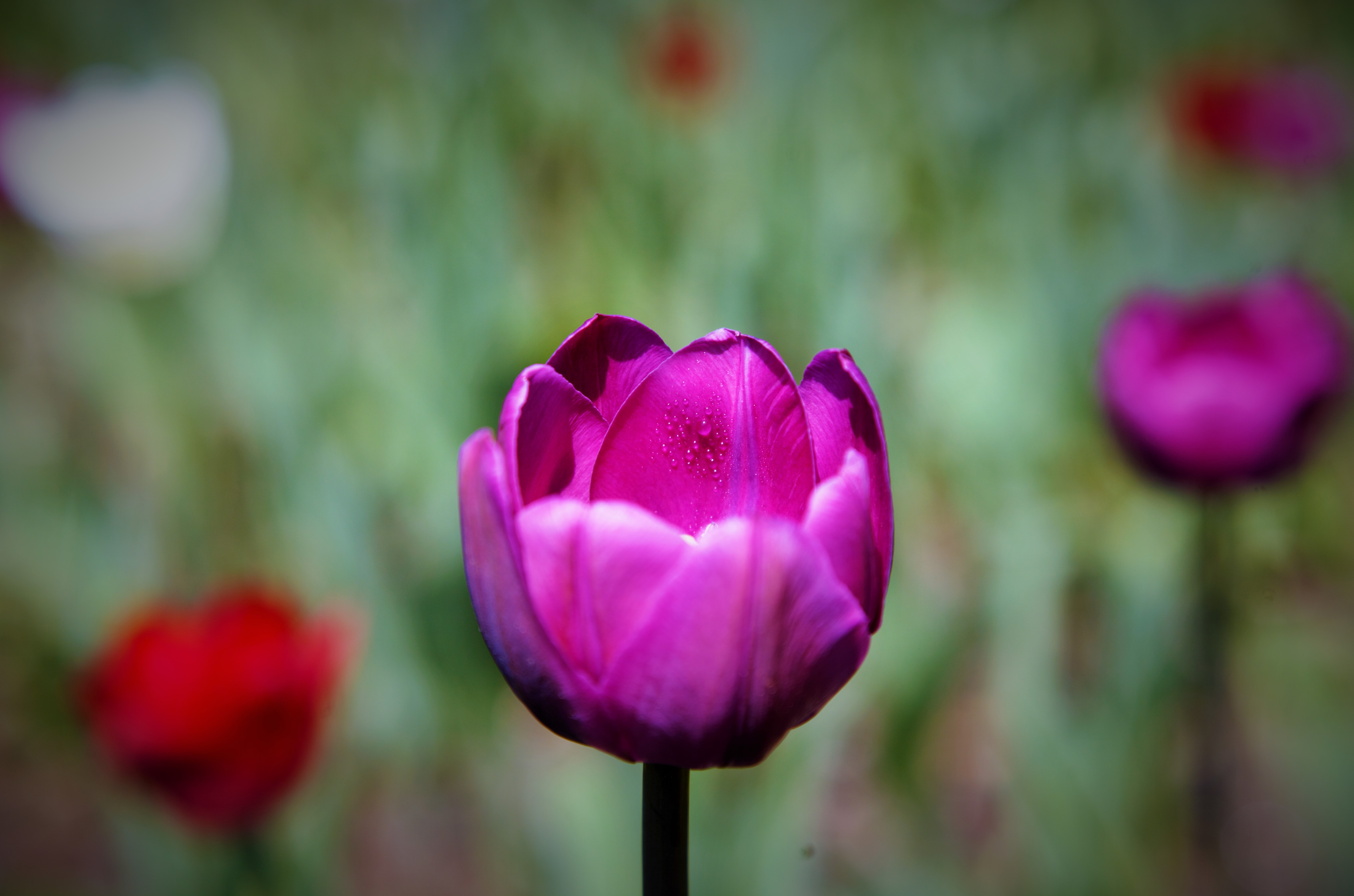
Весна в парке
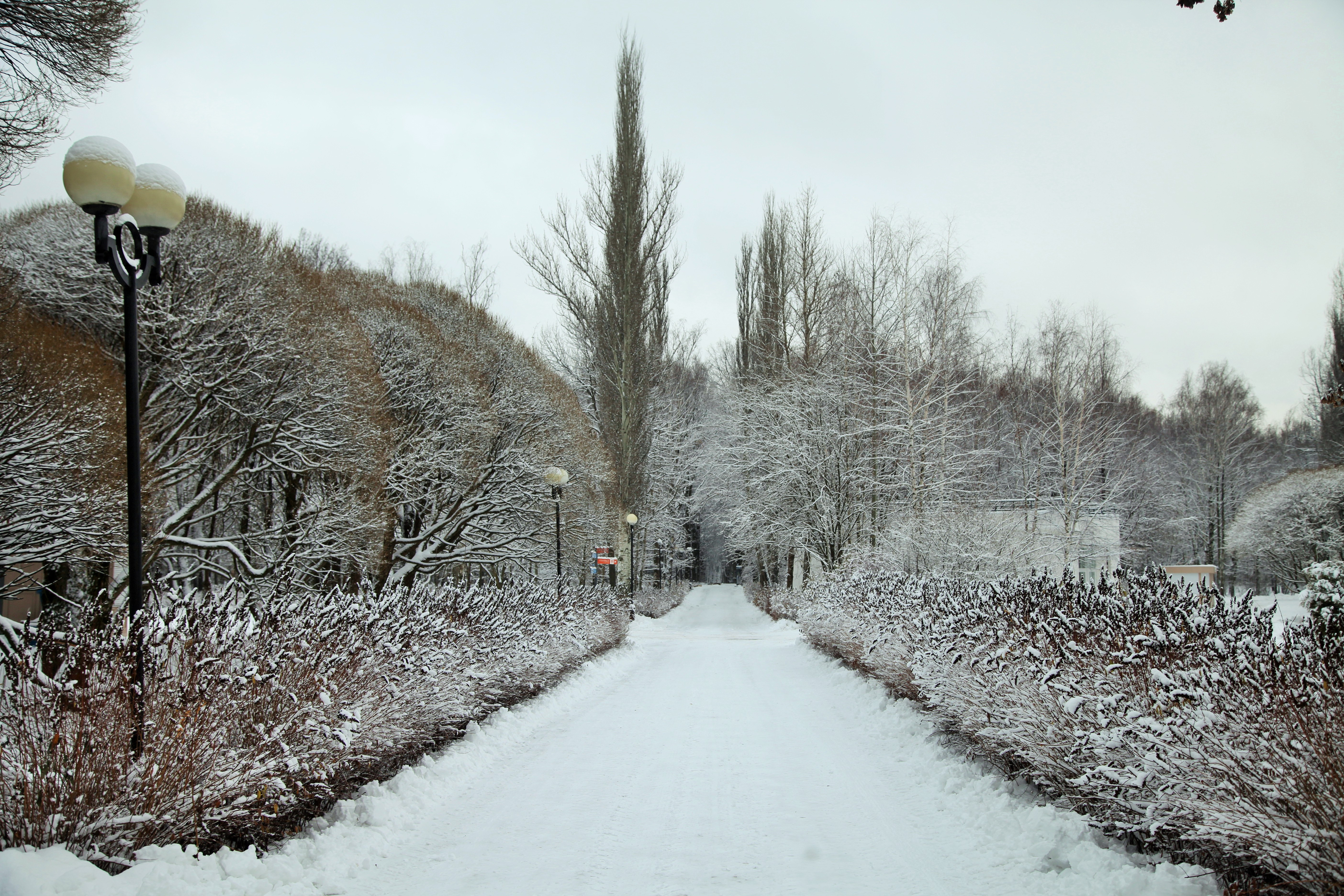
Зимние аллеи
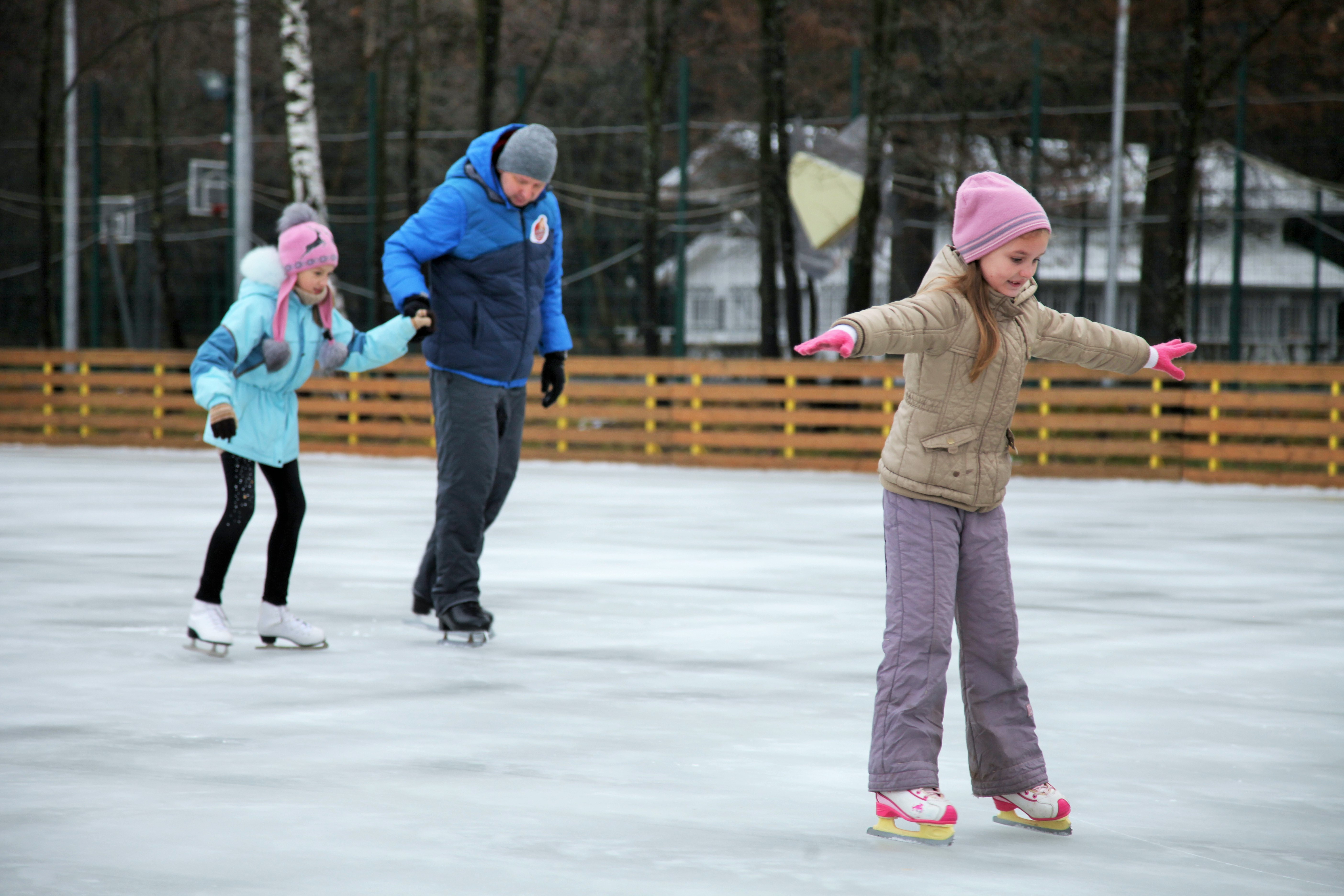
Каток «Серебряный лёд»
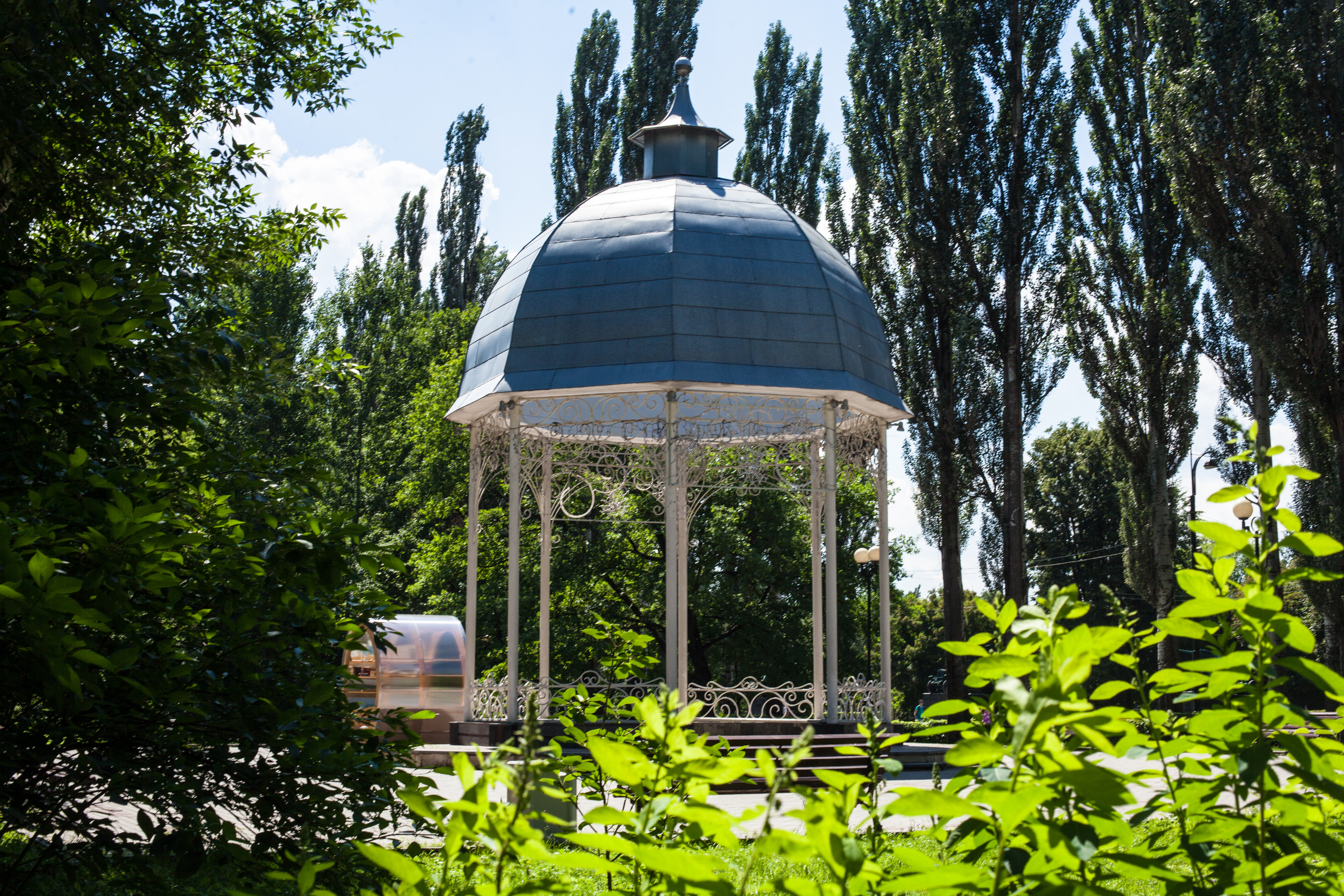
Музыкальная беседка
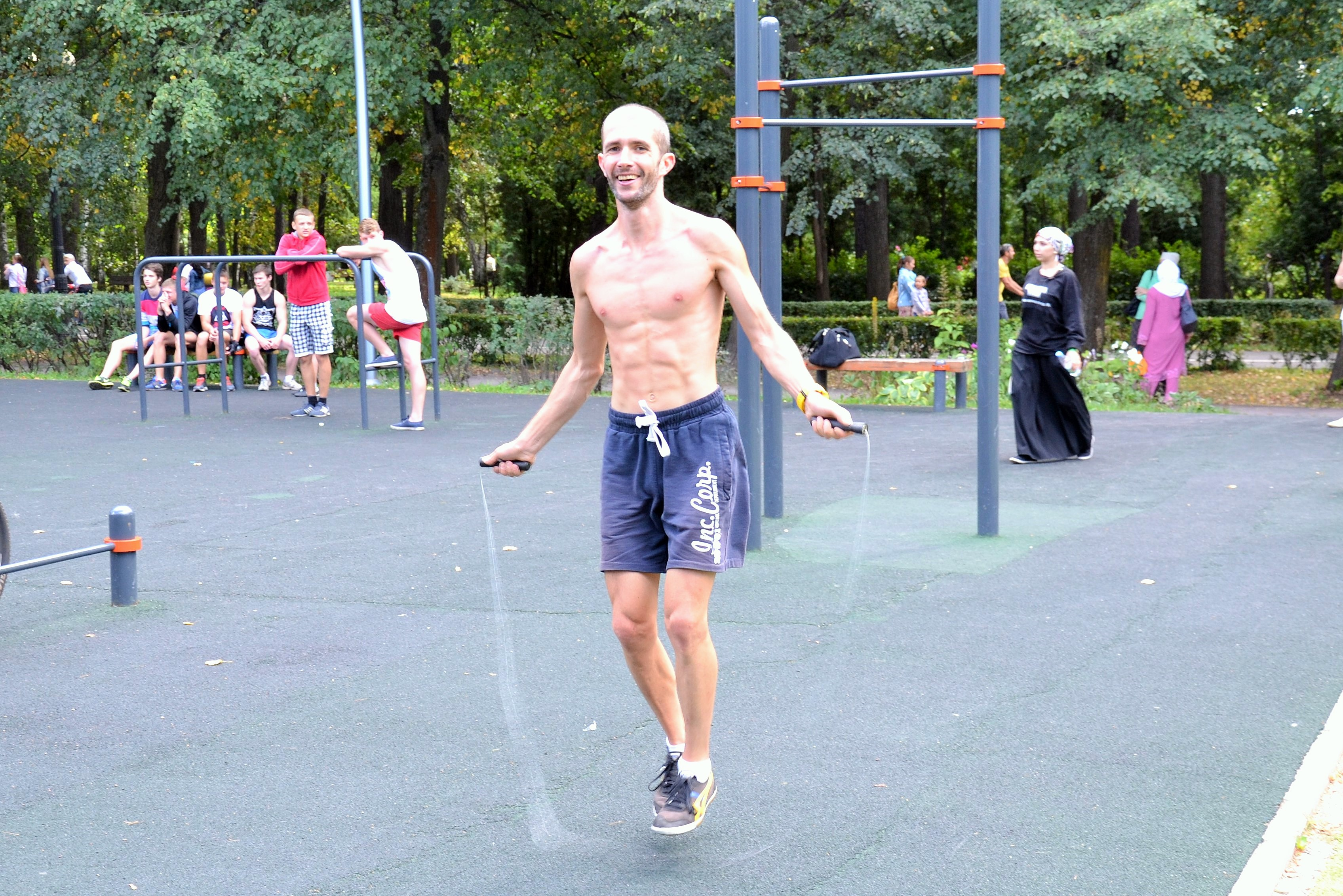
Спортивная площадка
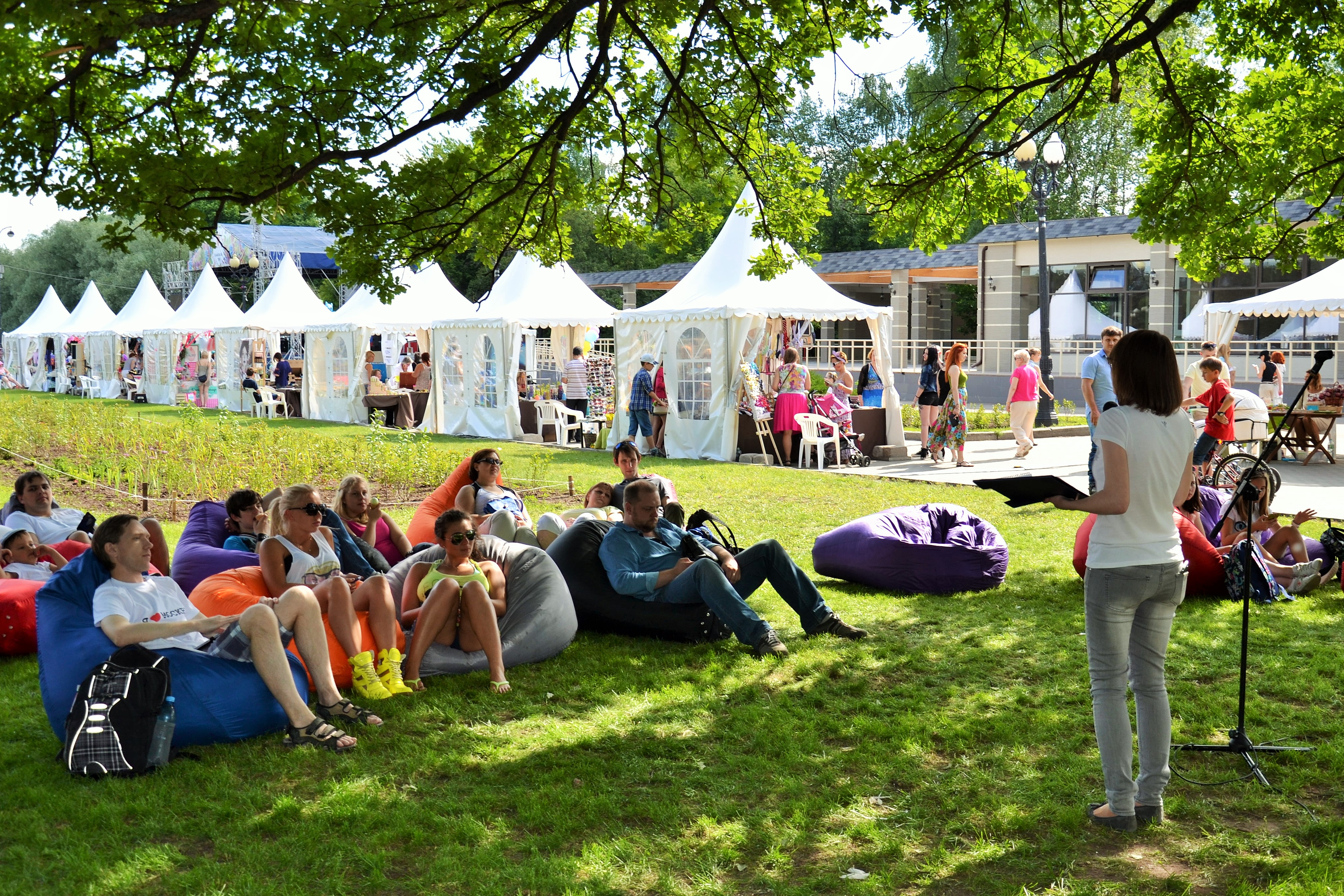
Летний фестиваль
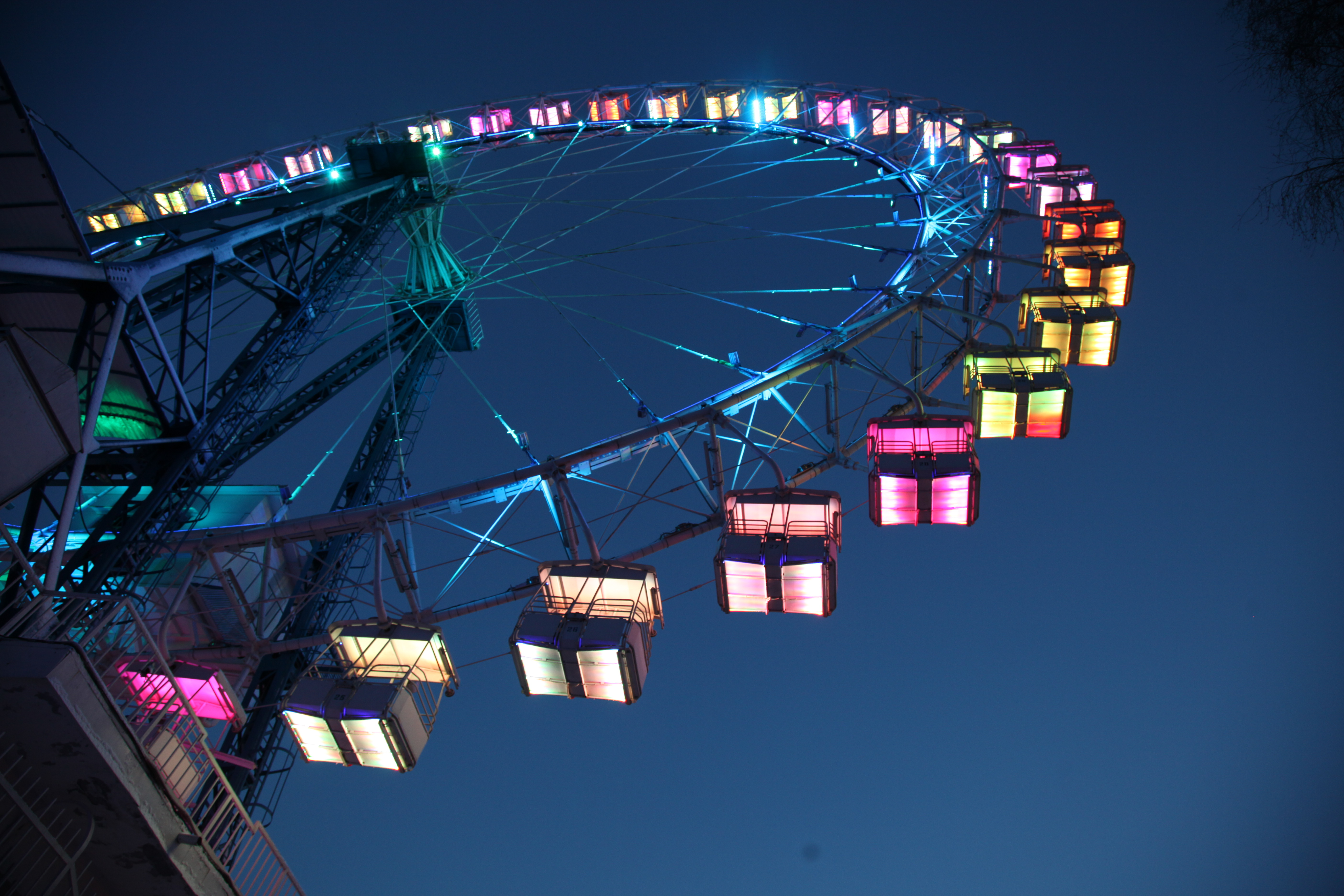
Большое колесо обозрения вечером
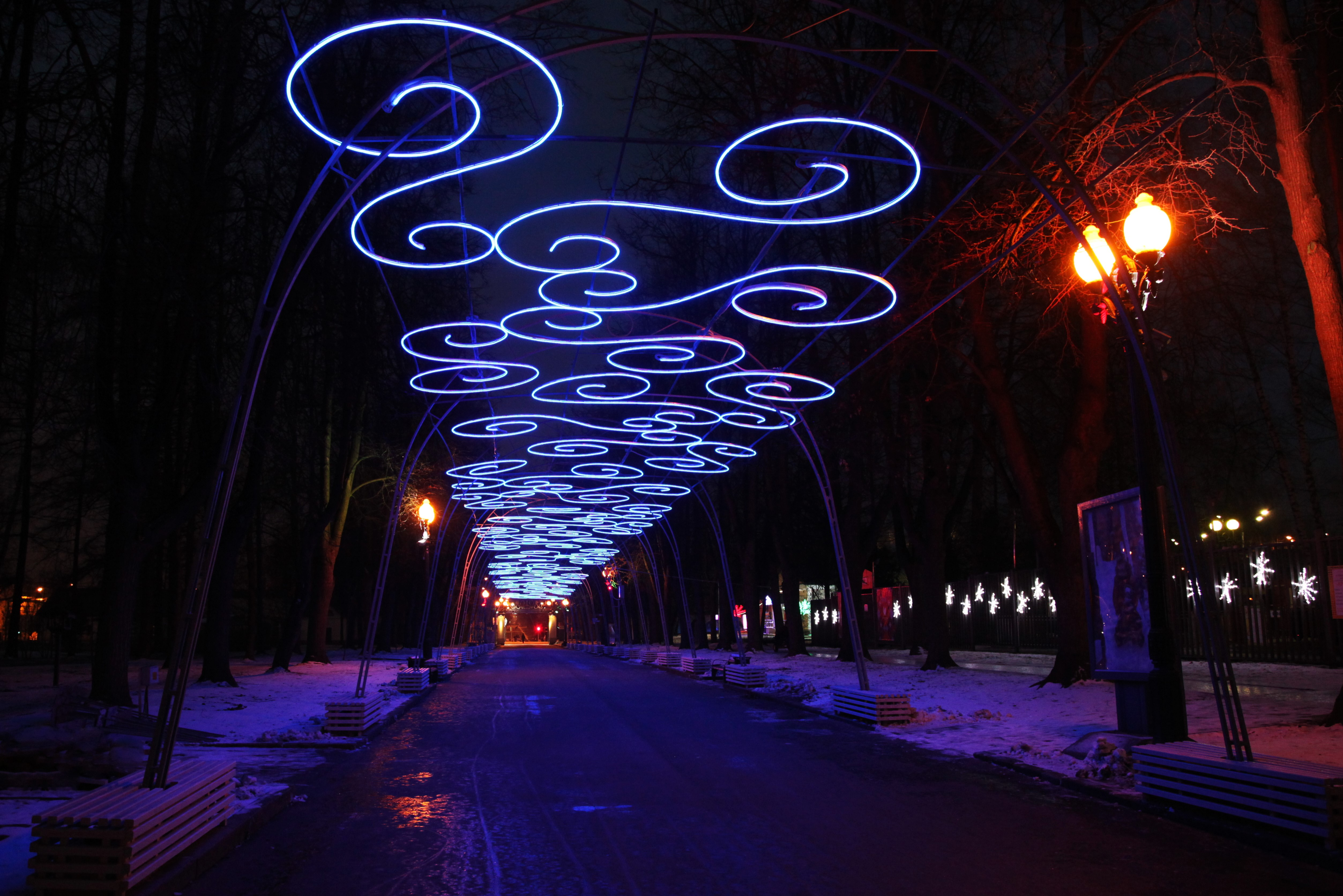
«Звёздное небо»
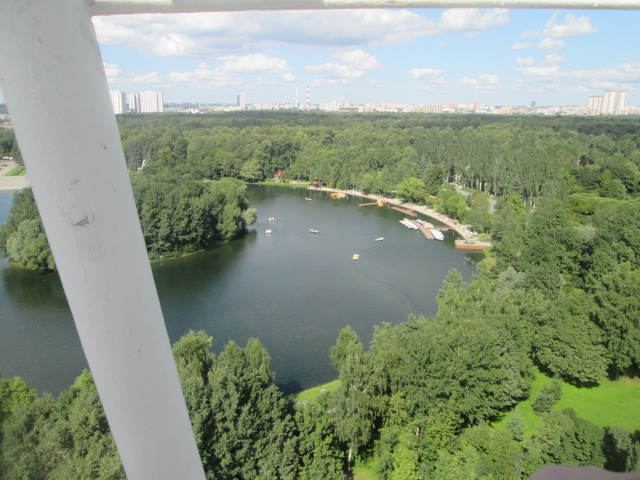
Вид на Круглый пруд с Большого колеса обозрения

## СМИ о парке
- Городской репортаж: Как весело провести время в Измайловском парке Архивная копия от 28 августа 2017 на Wayback Machine
- «Цветущий парк»: Фотопрогулка по Измайловскому парку Архивная копия от 11 июня 2015 на Wayback Machine
- В Измайловском парке отключат подсветку Большого колеса обозрения и здания дирекции в рамках «Часа Земли» Архивная копия от 4 февраля 2016 на Wayback Machine
- Прогноз погоды с Большого колеса обозрения
- В Измайловском парке можно прокатиться на космическом фантастаре Архивная копия от 21 июля 2015 на Wayback Machine
- Забег в Измайловском парке Архивная копия от 13 августа 2017 на Wayback Machine
- В Измайловском парке детей бесплатно научат кататься на коньках
- Над Измайловским парком засияло «Звездное небо» Архивная копия от 4 февраля 2016 на Wayback Machine